# 인경궁

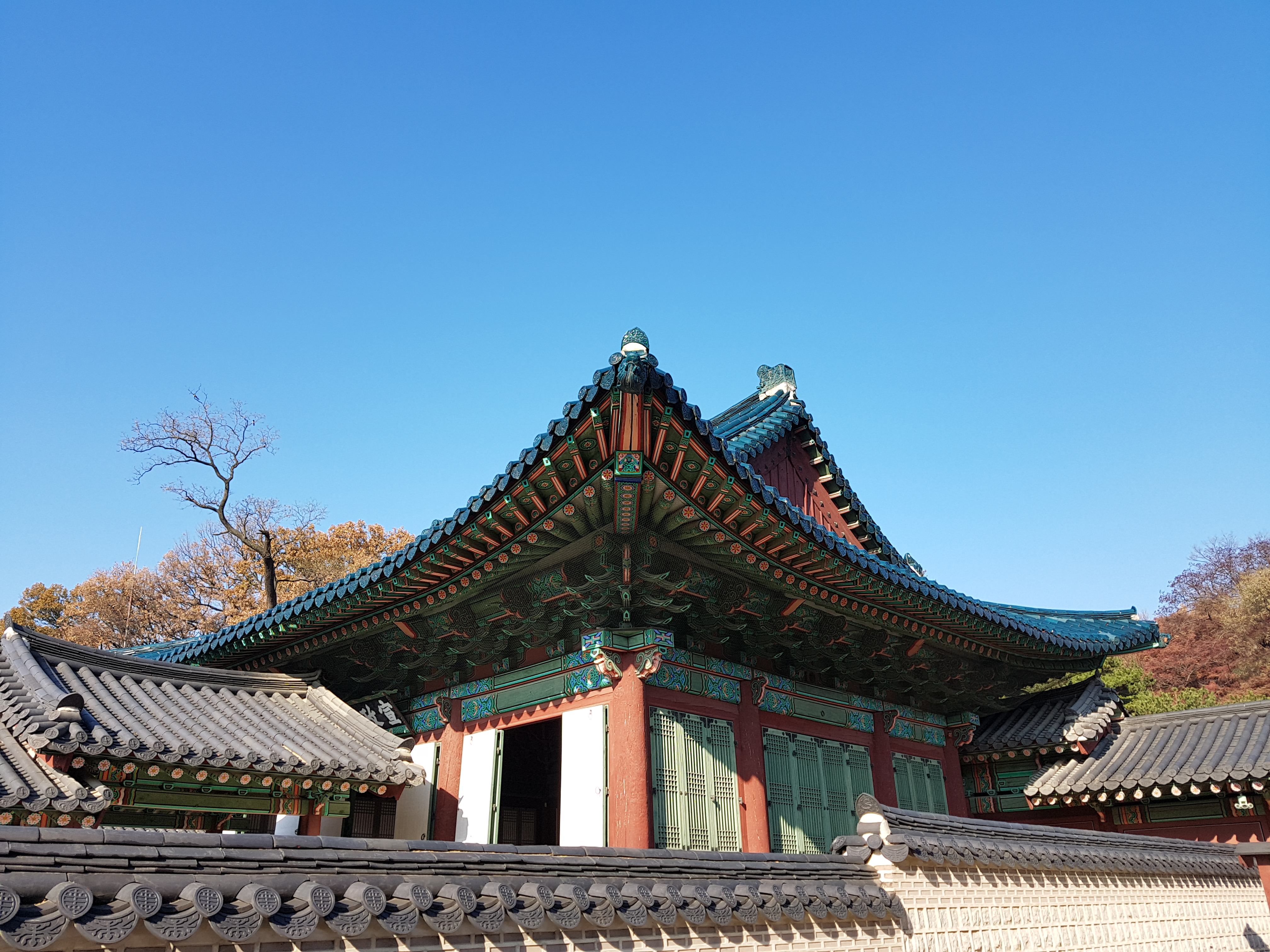
창덕궁 선정전(宣政殿)은 인경궁(仁慶宮) 편전인 광정전(光政殿)을 옮겨 지은 전각으로, 푸른색 기와(靑瓦)를 덮었는데, 궁궐에 유일하게 현존하는 인경궁의 건물이다

인경궁(仁慶宮)은 조선 중기의 옛 궁궐이다. 1615년(광해 7)에 새 궁궐 건립에 대한 논의가 있었고, 이듬해 사직단(社稷壇) 바깥에다 터를 정하였다. 인왕산의 터는 두 구역이 있는데, 하나는 사직 담장의 동쪽에 있고 또 하나는 인왕동(仁王洞)에 있는 바, 바로 소세양(蘇世讓)의 청심당(淸心堂) 터이다.

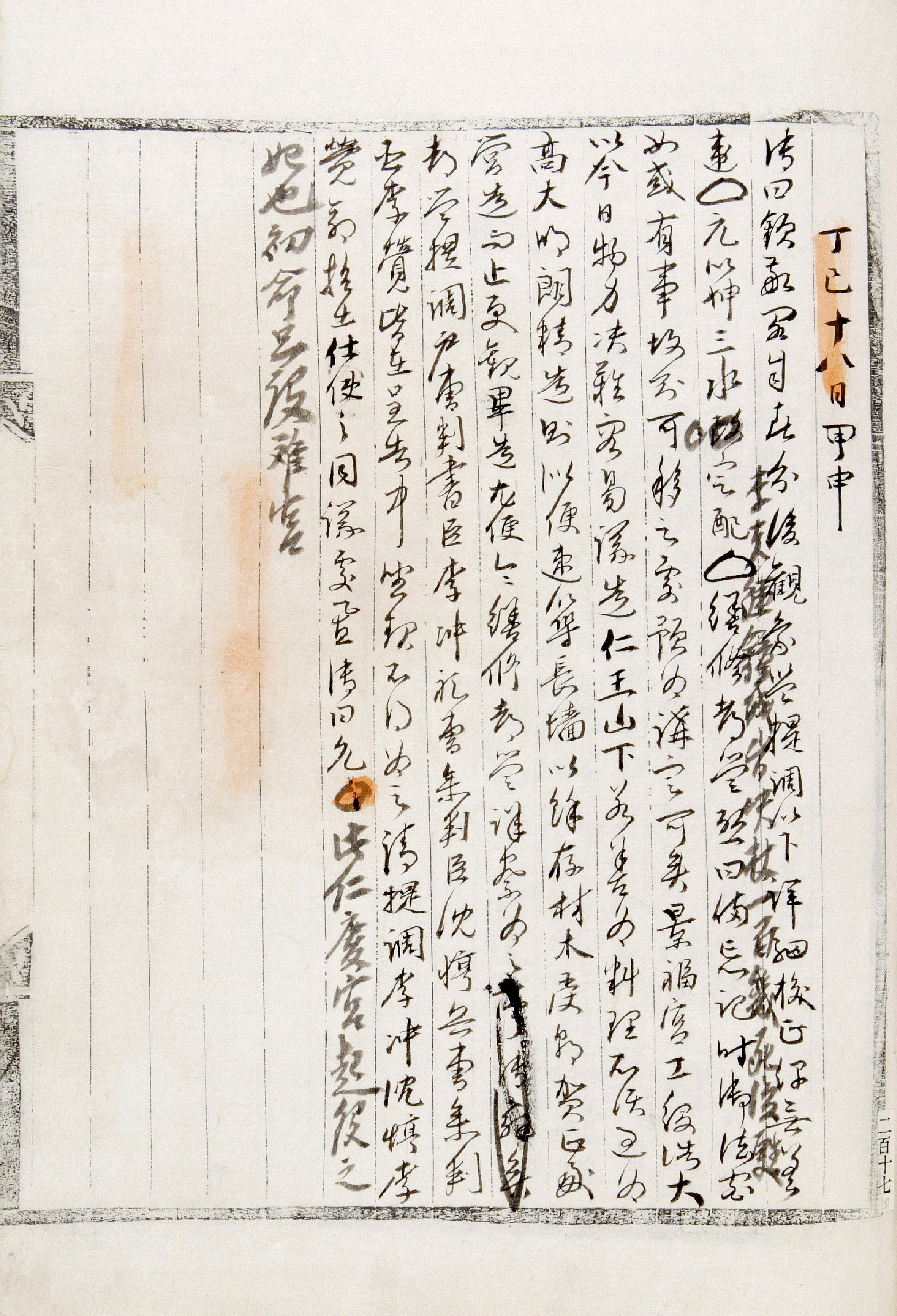
광해 9년 "이것이 인경궁(仁慶宮)의 역사를 일으키는 시초였는데, 당초에는 단지 이궁(離宮)만 짓도록 명한 것이었다."[조선왕조실록 [光海君日記] 중초본(中草本)]중초본은 먹 또는 붉은 먹과 검은 먹으로 수정해 삭제 또는 보첨(補添)한 부분이 많고 거의 초서로 쓰여 있다.

## 인경궁(仁慶宮)

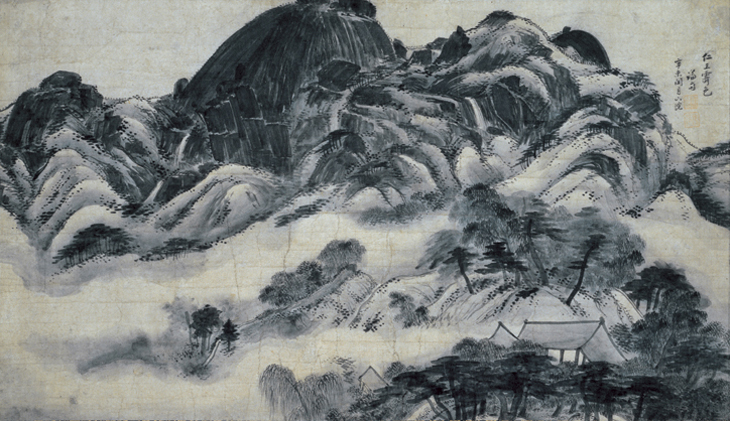
국보 제216호 鄭敾筆仁王霽色圖

조선시대 준수방(俊秀坊)이 중심인데, 지금의 행정동으로 보면 사직단 담을 경계로 하여, 인왕산의 옛 지명을 딴 필운동(弼雲洞)과, 고려왕조 때 행궁터로 추정되는 자하문로 서쪽 누각동(樓閣洞)및 통인동을 포함하고, 옥인동 초정(椒井)·수성동 공가(壽城洞 空家)의 기록으로 보아 청풍계(淸風溪) 아래 자수궁(慈壽宮) 부근까지로 보인다.

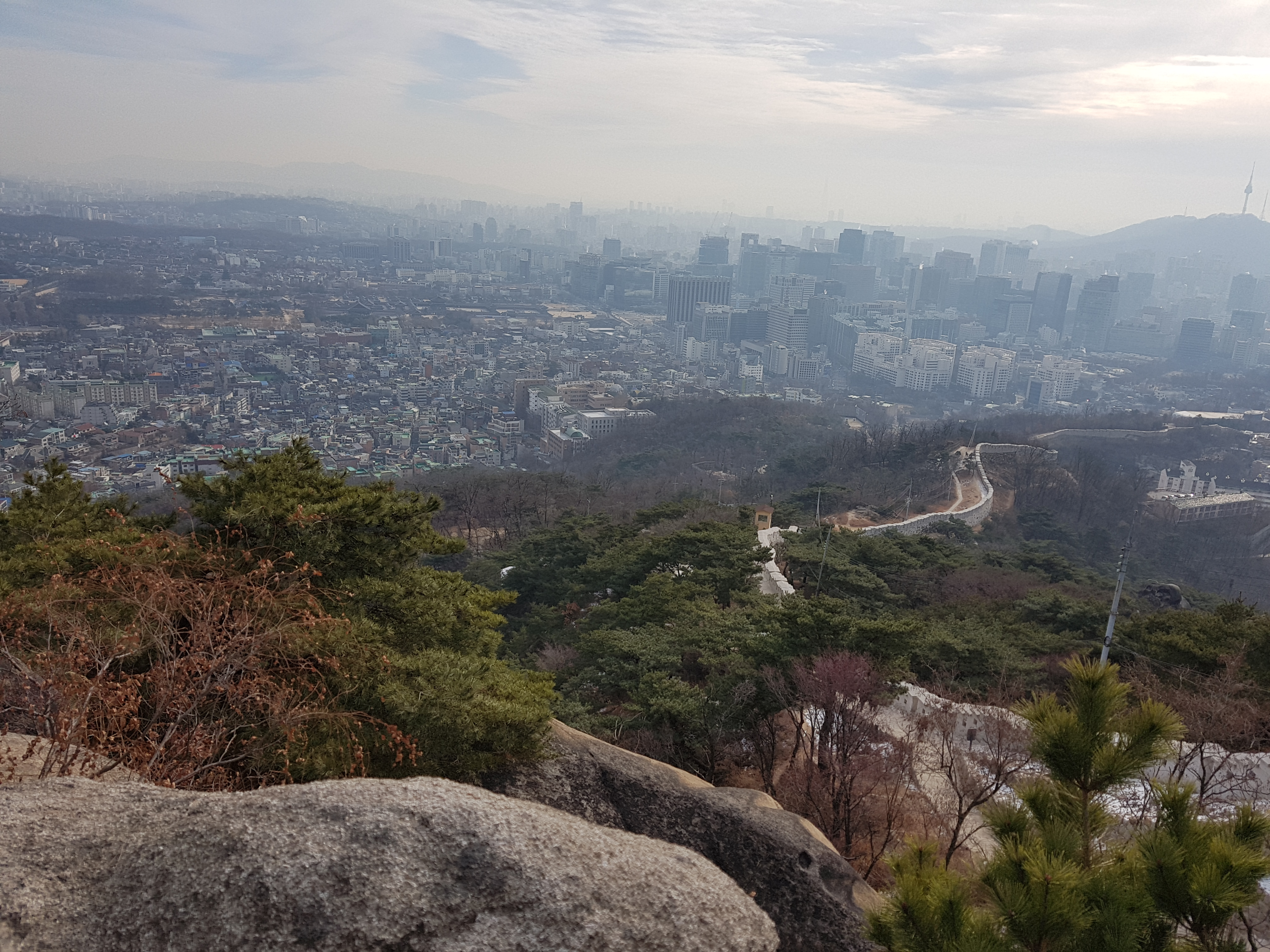
인왕산에서 경희궁 방향으로 바라본 전경, 빌딩숲이 경희궁 자리이고, 더 멀리 남산타워이며 왼쪽이 경복궁이다. 그 중간쯤 사직단이 있고, 그 안쪽으로 인경궁이 있었다.

궁성의 담장은 양쪽의 담을 같이 하였으나, 그 크고 화려한 집(殿宇)은 서로 달라서 실로 두 개의 대궐이었는데, 새(新) 대궐의 남쪽 담장이 사직(社稷)의 담장과 붙게 되었고, 순라길이 막히게 되어 사직의 담장을 헐어 안으로 옮겨 쌓거나 예전대로 두고, 신궐의 남쪽 담장을 조금 안쪽으로 들여 쌓자는 논의가 있었다.
사직은 태조가 세운 것이니 중하게 받들어 허물면 안되고, 그 안으로 담을 쌓게 되면 새로 지을 정전(正殿)의 뒷편이 몹시 좁아서 제대로 모양을 이루지 못할 만큼 사직 담장 가까이 있었다.
또 하나의 대궐은 인왕동(仁王洞)에 있었는데, 바로 소세양(蘇世讓)의 청심당터이다. 성(城)의 담장은 양쪽이 함께 하였으나 전각(殿宇)은 서로 달라서 두 개의 대궐을 세웠고, 광해 9년에는 새문동(慶德宮)에 또 하나의 대궐을 지어서 셋째 대궐이라고 불렀다. 한꺼번에 공사를 시작하여서 제조와 낭청이 수백 명이나 되었으며, 헐어버린 민가가 수천 채나 되었다.

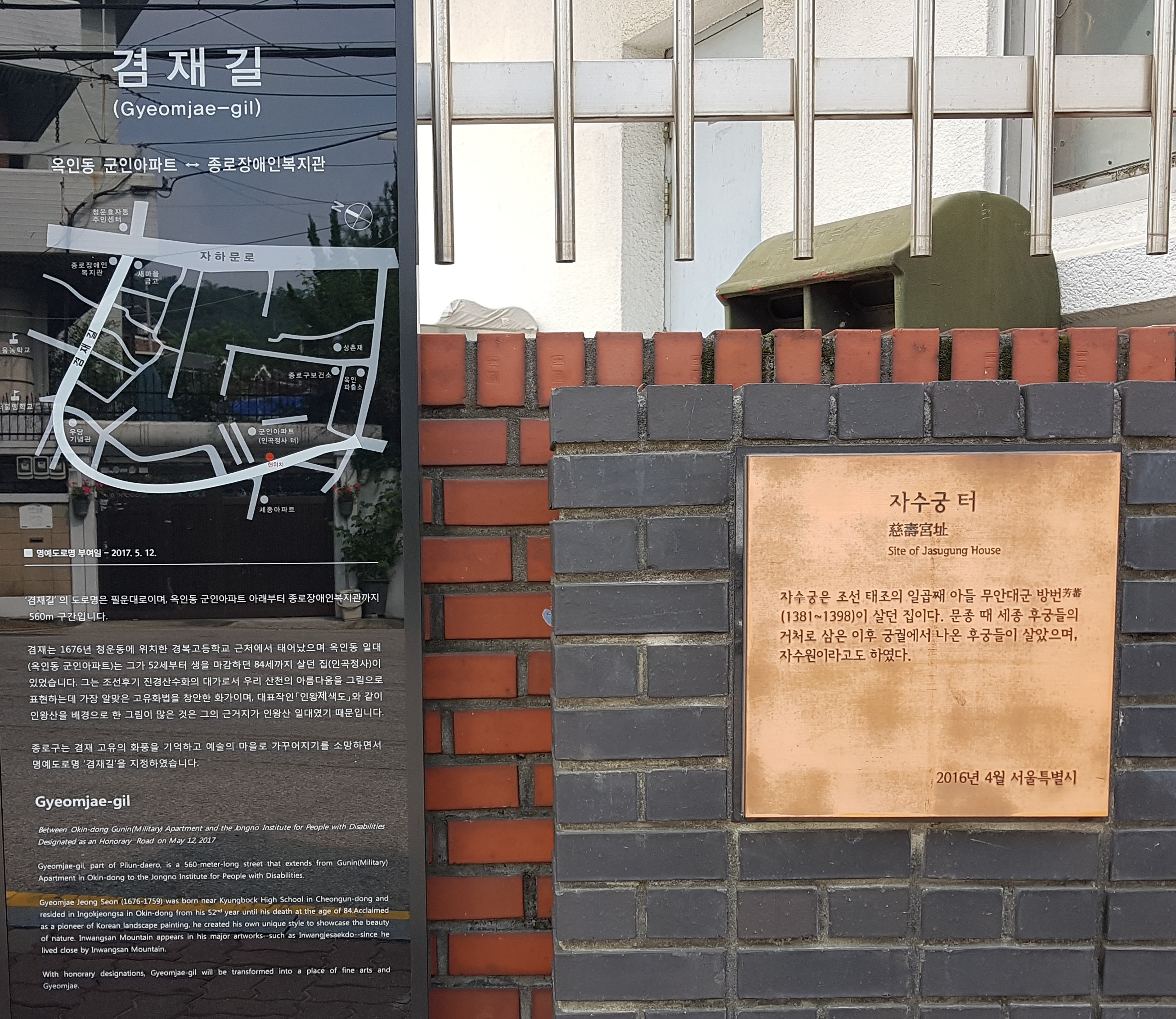
자수궁(慈壽宮)터 부근에 소세양의 청심당(淸心堂·風泉閣·水雲軒)터가 있었는데, 신교(新橋)나 자수교(慈壽橋)를 건너 인왕동에 들어서면 있었다고 한다.

#### 경복·창덕·창경궁의 전소
1592년 4월 13일 왜구가 부산으로 쳐들어와 서울을 향해 진격하니, 그 이틑날 선조와 왕실 가족들이 도성을 빠져 나가 의주 용만(龍灣)까지 다급하게 피난을 가게 되었고, 노비등 신분이 낮은 백성들이 봉기하여 약탈과 방화로 왕실의 사유 곳간(內帑庫)를 털고, 장례원(掌隷院)과 형조(刑曹)에 보관중인 노비문서를 태웠고, 각조 실록(各朝實錄)과 고려사·승정원일기 등을 남김없을 불지르며, 경복·창덕·창경궁의 세 궁궐을 포함하여, 곳곳의 왕실 가족들의 저택과 병조판서 홍여순의 집도 태우는데, 재물이 많다고 소문이 난 집들은 일시에 잿더미가 되었다.
- 왕세자 이혼(李琿)

광해군 이혼(李琿)은 후궁 공빈김씨 소생인데, 임진왜란 때, 선조는 정비 의인왕후 박씨의 양자로 입적시켜 피난지 평양에서 서둘러 세자(世子)에 책봉하면서 오합지졸로 급조된 관군을 맡겨, 왕명을 소조정(小朝廷)에서 이행하라 하였고 광해는 함경도와 평안도 등지에서 의병과 군량미를 모아 전란을 수습하는데 큰 공을 세웠다.
선조가 명나라의 도움으로 왜적이 물러간 이듬해에 돌아와 보니, 세 궁궐이 한꺼번에 불에 타 머물 곳이 없었다. 조선 건국 이 후 200 여년 동안 없던 전란이 생겨, 폐허가 된 경복궁 자리에 초막을 짓고 거처하려 했으나, 대신들의 만류로 건국 초기 황토현에 태조 이성계의 계비인 신덕왕후 강씨 능을 조성하였는데, 1409년 태종이 지금의 성북구 정릉동(貞陵洞)으로 천장하게 되었고, 이장 후 남은 석재는 광통교를 만들 때 사용하였으며, 이 능을 이장한 터에다 7대 왕 세조가 장손 월산대군을 위해 지어준 저택에 그 후손이 대를 이어 살고 있었는데, 당시의 사가(私家)로는 서울에서 가장 큰 2층 구조의 집으로 위용이 대단하여, 선조는 1593년 10월 1일 이 저택을 행궁(行宮, 時御所)으로 삼아 거처하게 되니 지금의 덕수궁 석어당(昔御堂)이다.

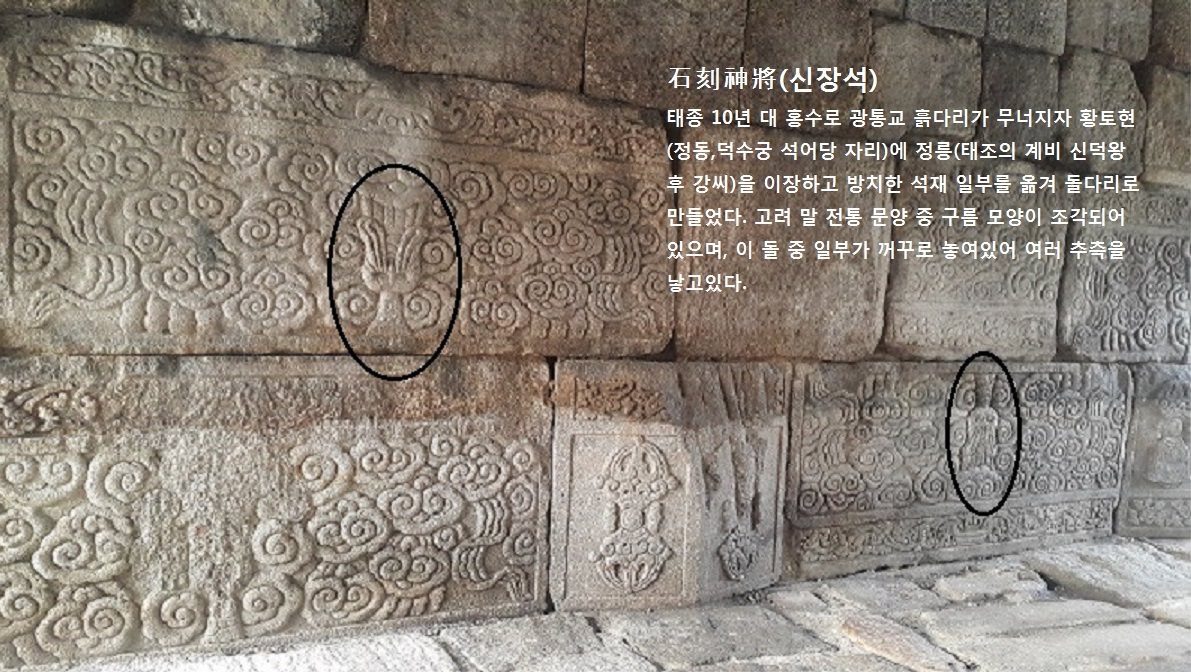
石刻神將(신장석): 태종 10년 대 홍수로 광통교 흙다리가 무너지자 황토현 자리에 있던 정릉을 이장하고 방치한 석재 일부를 옮겨 돌다리를 만들었는데, 고려말 전통 문양 중 구름 모양이 조각되어 있으며, 이 돌(石) 중 일부가 거꾸로 놓여 있어 여러 추측을 낳고 있다.

#### 궁궐 복구와 창건계획

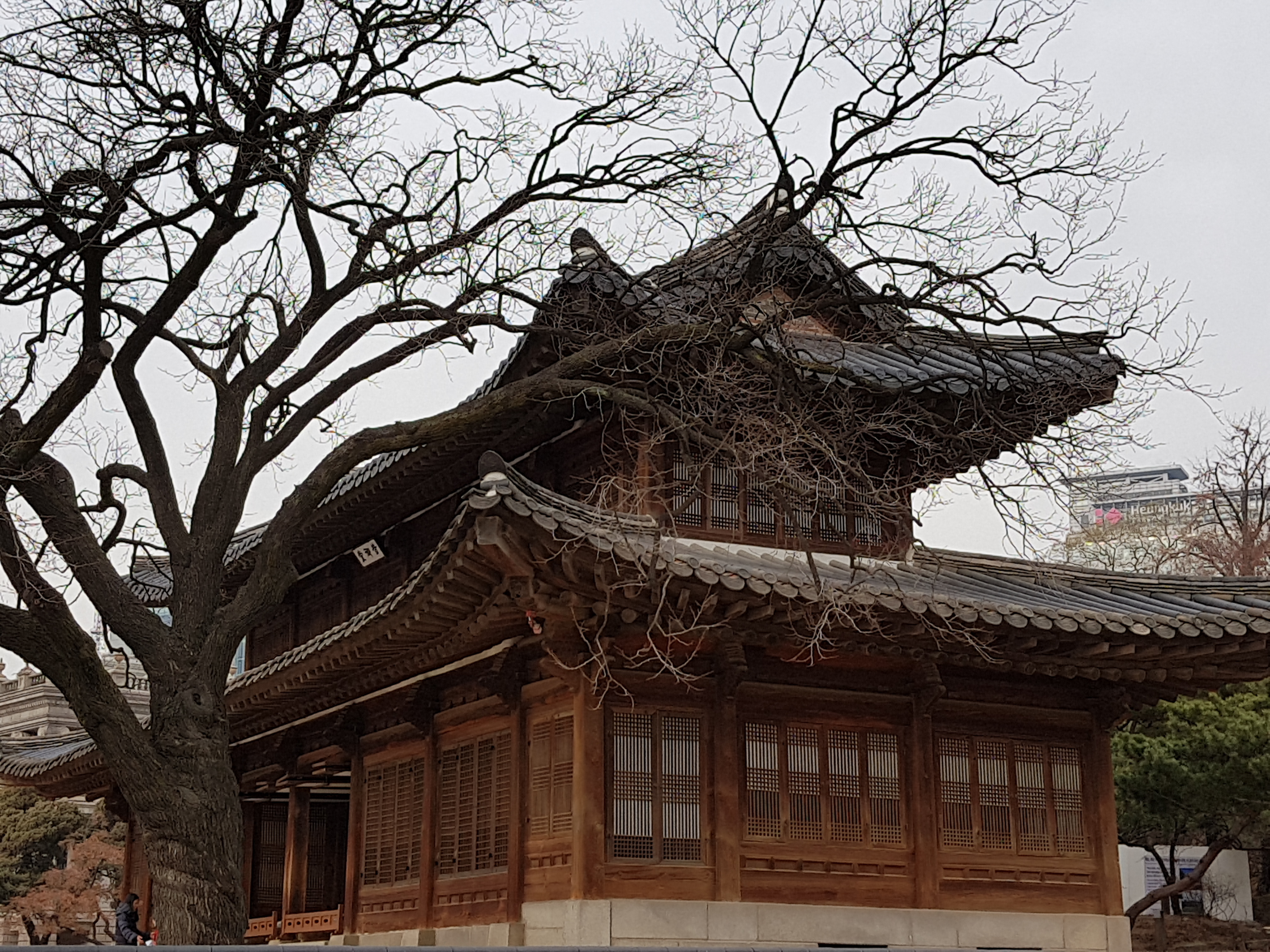
덕수궁 석어당은 월산대군 집이었고, 임진왜란 후 행궁이 되면서 선조가 승하한 곳이고, 바로 옆 별전에서 제15대 광해군이 즉위하였다

전후(戰後) 수습이 되고 안정될 즈음 정비 의인왕후 박씨가 승하하고, 뒤이어 후비 인목왕후 김씨를 맞이하여 이 곳에서 그녀의 소생으로 정명공주와 영창대군이 태어나는데, 이 때 선조는 나이가 55세이고 정비 2명을 포함한 10여명의 후궁들 사이에서 25명(14男, 11女)의 자녀를 두었는데, 가장 막내가 적자(嫡子)인 영창대군이며 이복 형인 광해군과 34살의 나이가 차이 난다.
세자 광해군과 적자인 영창대군의 왕위 계승을 둘러싸고 대북파와 소북파간 정쟁(政爭)이 치열했으며, 마침내 1608년 선조가 병이 위독하자 광해군에게 선위한다는 교서(禪位敎書)를 내렸고, 붕쟁(朋爭)으로 소북파의 유영경(柳永慶)이 적통론을 내세워, 영창대군을 옹립하려 이를 감추었다가 대북파의 정인홍(鄭仁弘) 등에 의해 음모가 밝혀져, 57세로 재위 41년 만에 선조가 승하할 때, 찾아낸 교서대로 광해군이 별궁(덕수궁)인 석어당 옆 편전(별전)에서 제15대 왕으로 즉위하게 되었으며, 이때부터 창덕궁등 궁궐 복구에 모든 힘을 쏟았다.
1608년 2월 즉위한 광해군이 정궁인 창덕궁(昌德宮)을 이듬해부터 2년에 걸쳐, 인정전을 시작으로 돈화문·선정전·대조전·희정당 등을 복구한 후, 1611년 10월 그동안 머물렀던 별궁(서궐)의 궁호를 경운궁(慶運宮)으로 지어주고, 거처를 창덕궁으로 옮겼으나 노산(魯山)과 연산(燕山)이 폐위된 자리라 길(吉)하지 못하다고 생각하여, 그해 섣달에 다시 경운궁으로 거처를 옮기었다. 그러나 광해군은 끝까지 경복궁을 외면하여 경복궁 중건 계획을 없었던것으로 했다. 이렇게 창덕궁이 경복궁에게서 정궁의 권리를 넘겨 받게 되었고, 창덕궁이 경복궁 대신 270여년동안 정궁으로 사용되었다.

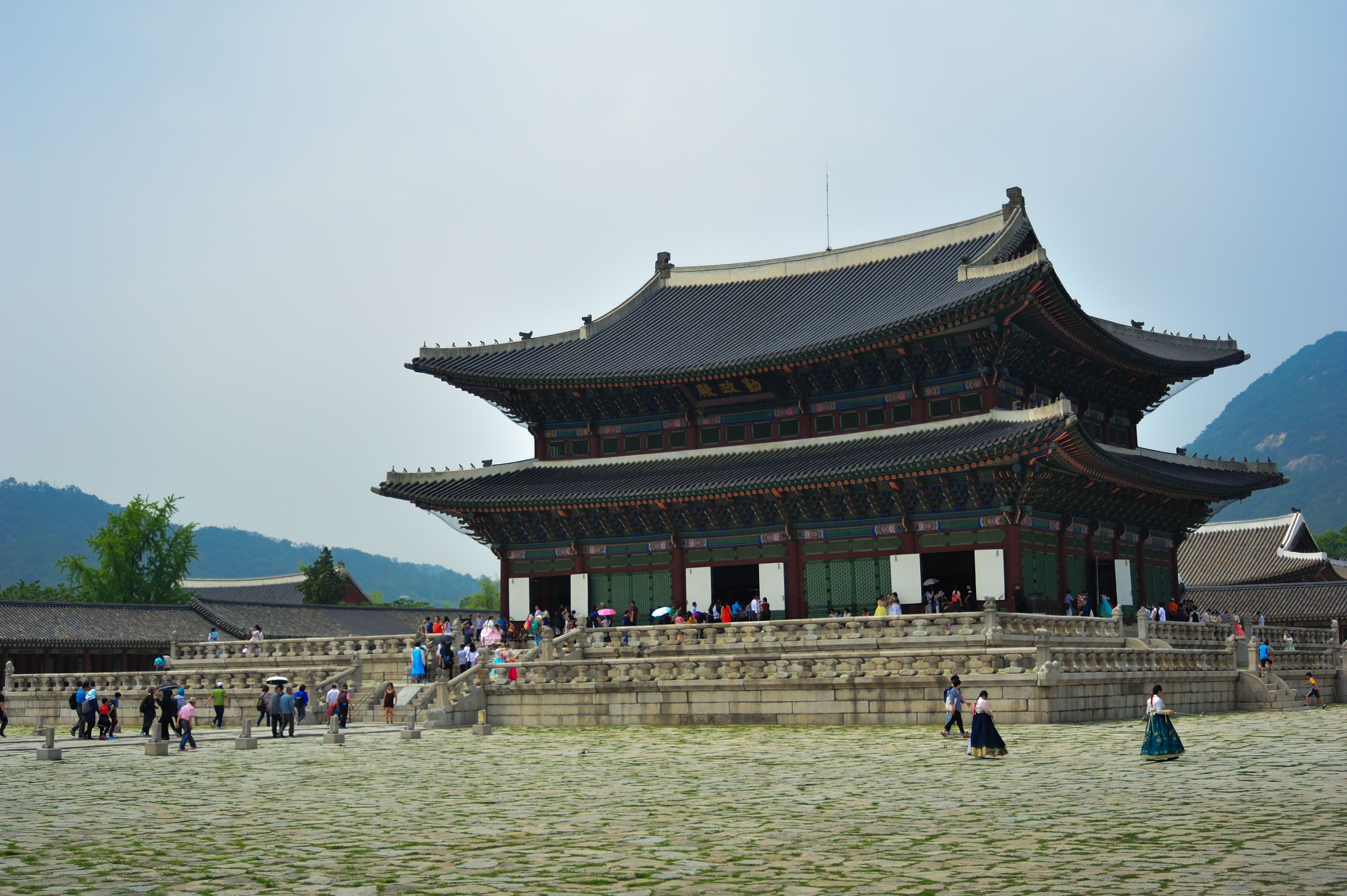
임진왜란때 불탄 경복궁의 정전 근정전

##### 교하 천도론
이 때 광해군은 신궐을 계획하게 되었고, 이의신(李懿信)이 도성의 기운이 빠져 여러 변고가 생기니 나라의 수도를 옮기자는 말을 듣고 교하 천도론이 거론되는데, 교하(交河)는 강화(江華)를 앞에 마주하여 형세가 빼어나고 앞은 독산산성이 있어 방위에 안전하며, 한강과 임진강이 합류하여 뱃길(水運)이 원활하고 사방에 길이 있어 수레가 통하여 과히 신궁(新宮)을 지을 만하니 해당 부서 2품이상 당상은 현지를 답사하여 형세를 그려오라 하였다. 이 사실을 안 대신들이 교하는 일개 현(縣)인데다 포구에 치우쳐 있어, 성을 쌓고 도읍을 옮기기에는 적소가 아니라는 반대 중론(衆論)이 한꺼번에 일어나 교하 천도론(遷都論)은 논의에 그치고 말았다.
1617년(광해군 9년) 1월 풍수승 성지(性智)와 시문룡(施文龍)이 인왕산 아래가 궁궐을 지을 만하다고 하자, 새(新) 터에는 이궁 정도로만 지을 계획을 세우게 되는데, 이 때 신하들은 교하로의 천도는 반대하였지만, 경복궁 중건보다 물력(物力) 부담이 덜한 인왕산 아래 이궁 정도의 공사에는 반대의 명분을 내세우지 못하였다.

##### 계축옥사
1613년(광해군 5년)에 대북(大北)이 소북(小北)을 제거한 사건이다. 서양갑(徐羊甲)·박응서(朴應犀) 등이 조령(鳥嶺)에서 상인을 죽이고 은 수백 냥을 강도질하다 체포되자 이이첨(李爾瞻) 등 대북파가 이들을 살려준다는 조건으로, 김제남(金悌男)이 영창대군(永昌大君)을 왕으로 추대하기 위한 자금을 마련하려고 지시하여 강도질 한 것이라고 허위로 자백하게 하였다. 그 결과 김제남은 사사(賜死)되고 영창대군은 강화도로 귀양 가 죽음을 당했다. 1617년 인목대비(仁穆大妃)의 폐모론을 발의해 이듬해 대비를 서궁(西宮)에 유폐하기에 이르렀다.

#### 법궁 경복궁
조선 초기부터 법궁은 바로 경복궁이다. 비록 들보와 기둥이 장대하기는 하였으나 칸수가 많지 않고 또 별당과 별전, 후정(後庭)의 방이 없었으므로 편안히 거처하기에 불편하였다. 이에 조종조(祖宗朝)부터 역대 왕들은 법궁에서 대례(大禮)만 행하고 평상시에 대부분 창덕궁에 거처하였다.

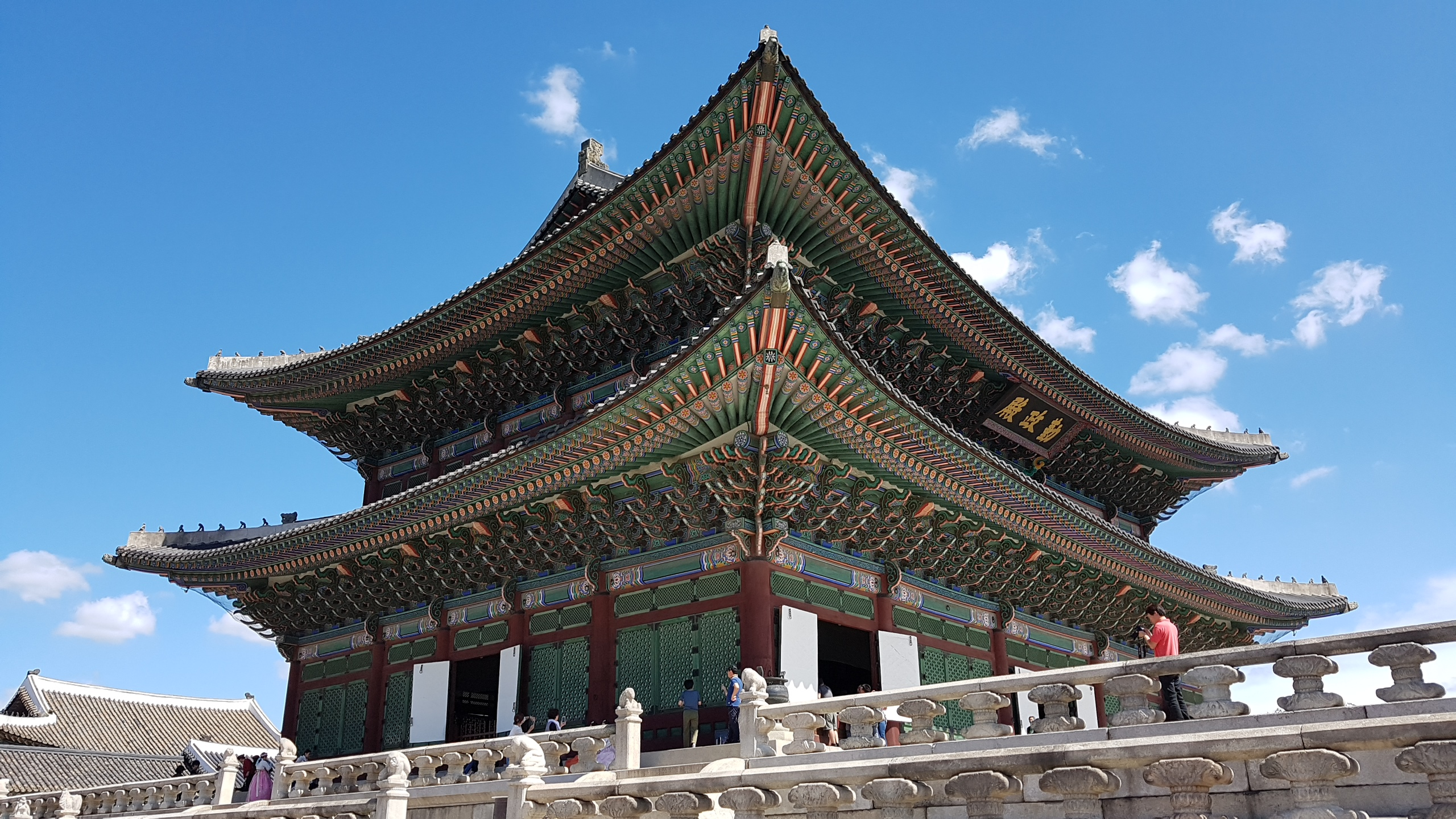
경복궁은 태조 4년(1395)에 최초로 창건하였고, 선조 25년(1592)에 궁궐 내 목조건물 전체가 전소된 후, 273년이 지난 고종 2년(1865)에 흥선대원군이 중건하여 오늘에 이른다.(근정전)

“경복궁(景福宮)은 공사가 아주 커서 오늘날의 물력을 가지고는 결단코 쉽사리 조성을 의논하기가 어렵다. 그러니 인왕산(仁王山) 아래에다 잘 요리해서 지나치게 높고 크게 하지 말고 시원하고 깔끔하게 짓는다면 편리할 듯하다.”
【이것이 인경궁(仁慶宮)의 역사를 일으키는 시초였는데, 당초에는 단지 이궁(離宮)만 짓도록 명한 것이었다.】

#### 경복궁 중건용 대목(大木)을 벌채하다
인경궁은 광해군 9년(1617) 인왕산 아래 사직단 북쪽에 터를 잡아, 이궁 정도의 크기로 짓게 하였으나, 선수도감 이충(李沖)이 법궁을 지을, 완도의 대목(大木) 216조와 변산반도 재목 3,220여개를 함부로 벤 것이 발단이 되어 규모가 커지게 되었다. 처음에는 관동 지방의 재목을 지정하여 포목으로 값을 치르고 베어오게 하였다. 목재는 태백산 줄기에서 자라는 금강송인데, 고성. 울진. 삼척 등에서 자라는 소나무를 가져올 계획이었다. 그런데 왕이 명령한 비망기(備忘記)가 도감에 전달되고, 이 전교를 받은 정부의 감역관(監役官)이 내려가서 재목을 베게 되는 절차를 어기고, 선수도감 이충이 먼저 공문을 보내어 재목을 베는데, 경복궁을 중건 할 때 사용 할 재목인 대목(大木)을 벌채한 것이 인경궁의 공사를 크게 일으킨 원인이 되었다.
"호남에 이문(移文)하여 먼저 재목을 베도록 한 것이 누가 시킨 것인가? 도감으로 하여금 상세히 살펴서 아뢰게 하라. 완도(莞島)의 경우에는 2백 16조(條)가 모두 대목(大木)으로, 변산(邊山)의 경우는 3천 2백 20여 조나 되는 바, 함부로 벤 것이 이처럼 많으니, 몹시 놀랍다. 앞으로 법궁은 형세상 조성하기가 어렵게 되었다.”

이충(李沖)과 윤중삼(尹重三) 등은 임금의 비위를 맞추기 위해, 각 도(道)에 정해진 금산(禁山)의 많은 대목(大木)을 함부로 다 베고, 이 밖에도 공홍도(公洪道)와 안면도(安眠島) 등 낱개의 큰 재목과, 서해안(海西) 지방의 재목들을 9천여 그루를 더 베어서 강변으로 끌어내게 하는 등, 영건도감 제조로 토목공사의 감독을 맡아 뛰어난 자질을 보여 밤낮을 가리지 않고 혼신을 다하여 몰두하였다. 또 한 환관들을 곡진하게 섬기며, 온갖 방법으로 아첨해서 토목공사를 극도로 장엄하고 화려하게 추진하니, 당연히 민폐가 생겨 대신들의 미움을 사게되어 실록의 초본에는 비난의 글이 대부분이다. 창덕궁과 경회루를 지을 때 전력을 다 한 박자청을 떠올리게 하는 인물로, 추진력과 자질은 미흡하였으나 궁궐 공사를 위해, 자신은 원망을 받으면서도 맡은 일과 충직으로 마음을 다하여, 토목공사를 크게 일으키게 되니, 광해군은 경복궁 중건을 포기하고, 인경궁 규모를 키우기로 결심하였다.

#### 영건도감(營建都監) 이충(李沖)
흠경각(欽敬閣)은 경복궁 강녕전 서쪽에 있었고, 바로 세종(世宗)의 지혜(聖智)로, 세종 20년(1438)에 장영실이 6여 년에 걸쳐 옥루기륜(玉漏機輪)을 설치하여 시각과 방위와 계절을 측정하던 자동 물시계인데, 그 움직임이 정확해야 되기 때문에 역대 임금들은 중하게 여겼다.
【일성(日星)과 사시(四時)의 변화가 모두 갖추어져 신묘하기 이를 데 없었다.】
태종 때부터 창덕궁 돈화문 누각에 종을 달아서, 새벽과 저녁 시각에 백성에게 궁궐의 중엄을 알리는 중요한 역할을 해왔고, 세조때 창덕궁에다 흠경각과 같은 구조로 만들어 세웠는데, 임진왜란으로 불타고 파손되었다. 광해군 때 이르러 창경궁 인양전(仁陽殿) 터에다 짓자는 의견도 있었으나, 너무 멀어 창덕궁의 돈화문에서 가까운 금호문과 요금문 사이에 있었는데 궐내각사 주변이다.
광해 5년(1613) 8월 선수 도감(繕修都監)과 흠경각(欽敬閣) 교정(校正) 제조(提調) 이충(李沖)이 장인(匠人) 석대남(石大男)을 시켜 교정이 완성되어 그 시간이 매우 정확하게 작동되니, 이충(李沖)을 다시 영건도감(營建都監)으로 명하여 여러 궁궐을 짓게 하였고, 날로 총애하여 광해 7년 (1615) 5월 찬성(2품)으로 제수하였다.

### 경덕궁(慶德宮)을 새로 짓다.

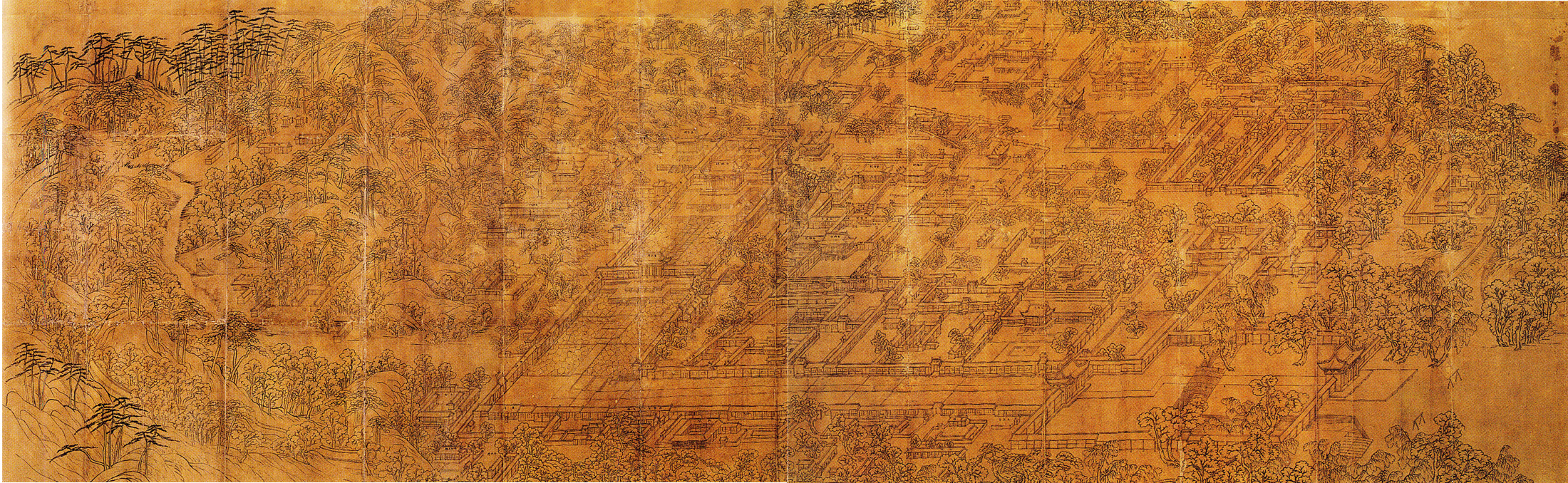
서궐도안, 경희궁의 원래 이름은 경덕궁(慶德宮)이었다

경희궁의 원래 이름은 경덕궁(慶德宮)이었으나, 영조가 1760년(영조 36년)에 궁궐 이름인 '경덕(慶德)'이 원종의 시호인 '경덕(敬德)'과 음이 같다고 하여 '경희궁'으로 고친 것이다.
광해 9년(1617)에 술사 김일룡(金馹龍)이 또 이궁(離宮)을 새문동에다 건립하기를 청하였는데, 바로 정원군(定遠君)의 옛집이다.
이 곳에다 3년에 걸쳐 흥화문(與化門)·숭정전(崇政殿)·융복전(隆福殿)·집경당(集慶堂)·흥정당(興政堂)·회상전(會祥殿) 그리고 여러 별당과 궁녀들의 처소(處所) 등 1’500여 칸으로 축조하여 셋째 대궐이라 불렀고, 궁궐이 완공되니 서별궁의 이름을 경덕궁으로 정하였다.
- [경덕궁 역사(歷史)]

광해군이 준공을 하였으나 인조반정으로 이어하지 못하였고, 정원군의 아들이 왕이 되어 그 궁에서 정사를 보았으니 그가 곧 인조이다.
인조 2년(1624) 이괄의 난으로 창덕궁과 창경궁의 양궐이 모두 불 타, 공주까지 피난을 갔다 돌아와 경덕궁(慶德宮)에서 머무르게 된다.
정묘호란(인조 5)으로 그 해 정월 인조와 왕실 가족이 강화도에 피난하였다 4월에 경덕궁으로 환어하였다
병자호란(인조 14)으로 남한산성에 피신하고, 삼전도 굴욕을 겪은날 창경궁 양화당으로 이어하여 은둔생활이 이어지는데, 후궁중에 조소용을 총애하여 그녀의 이간질에 볼모에서 풀려온 소현세자가 까닭없이 죽었고, 세자 빈 강씨마져 1년 후 폐출되어 죽은 후 저승전에서 흉물이 발견된 사건을 ‘저주(詛呪)의 변’이라 하는데, 인조가 이 때 창덕궁으로 이어(移御)하고자, 인경궁(仁慶宮)의 경수전(慶壽殿)의 재목과 기와, 섬돌까지 옮겨 대조전을 지어 거처하였다.
- 18대 현종은 효종 10년 본궁에 이어하였다.
- 19대 숙종은 현종 2년 8월 회상전에서 태어났고, 46년 6월 8일 융복전에서 훙(薨) 하였다.
- 20대 경종은 숙종의 뒤를 이어 6월 13일 즉위하였다.
- 21대 영조는 52년 3월 5일 집경당에서 훙(薨) 하였다.
- 22대 정조는 이 해 3월 10일 숭정문에서 즉위하였다.
- 23대 순조는 34년 11월 13일 회상전에서 훙(薨) 하였다.
- 24대 헌종은 11월 18일 숭정문에서 즉위하였다.

### 경운궁(慶運宮) 확장

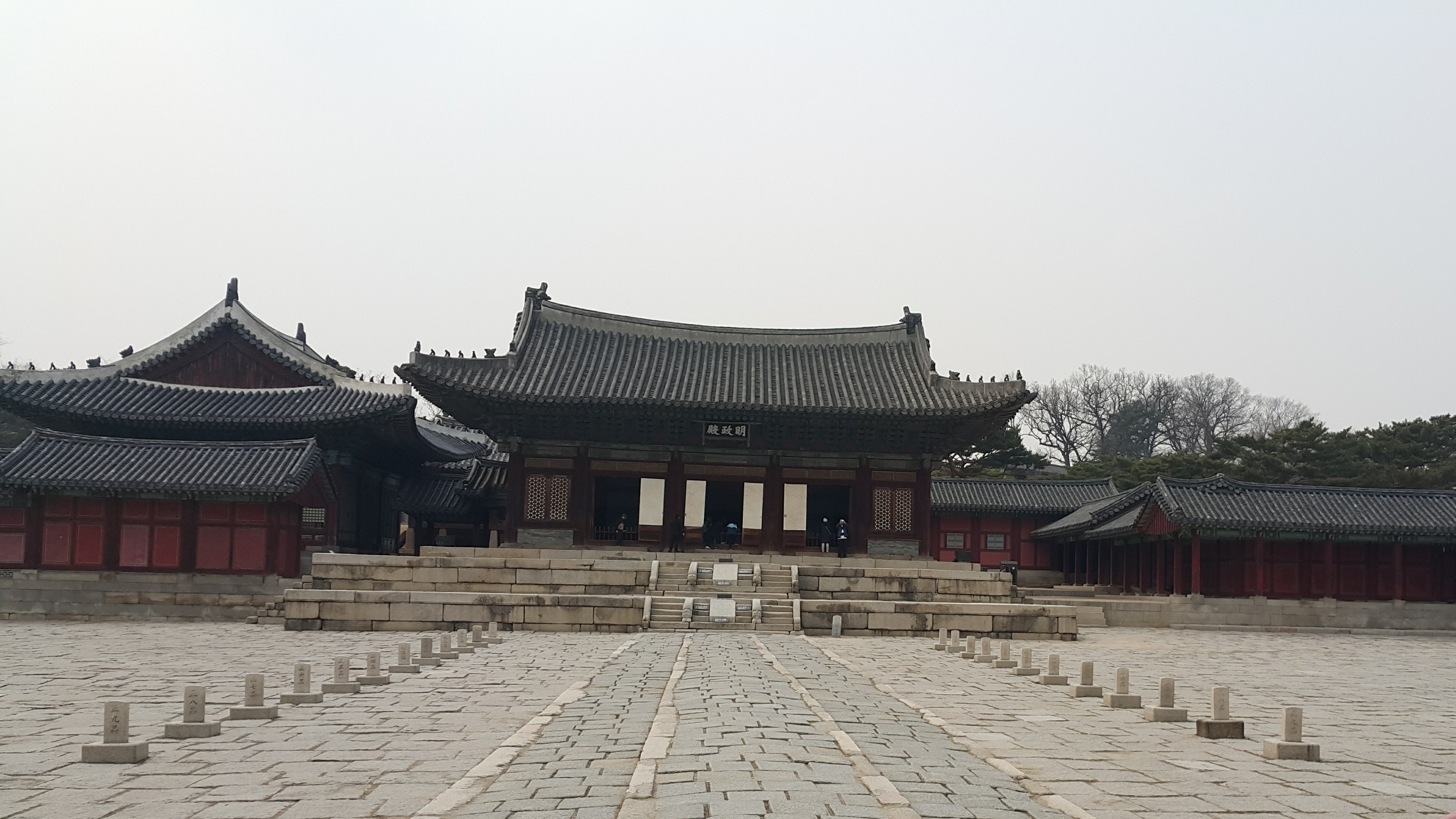
창경궁도 예외 없이 임진왜란 때 전소되어, 광해군 8년(1616)에 명정전(정전)·환경전(침전)·인양전(침전)을 중건하였다. 그 많은 건물이 이괄의 난 때 대부분 소실되었으며, 남은 건물은 정문인 홍화문과 정전인 명정전뿐이고, 9년 후인 인조 11년(1633)에 부속 건물인 회랑을 복원하여 현재까지 남아있어, 5대 궁궐의 정전 중 가장 오래된 건물이다.

광해군은 경운궁으로 이어한 후, 1617년(광해군 9)에 대대적으로 확장 공사를 시작하여 600 여 칸의 공사를 벌였으나, 인경·경덕궁 공사까지 일시에 엄청나게 벌려놓아 물력(物力) 조달이 어려워졌고, 마무리가 되지 않자 경운궁 공사를 포기하고 1618년 석어당과 즉조당만 남기고 다시 헐어, 그 자재를 내수사로 집결시킨 후, 인경(仁慶)·경덕(慶德) 양궁을 축조하는데 쏟아 경덕궁은 마무리하였다.
선조의 뒤를 이어 즉위한 광해군은 전란을 수습하여 복구가 겨우 마무리되는 무렵에, 만주족 누르하치가 후금(後金)을 세워 세력을 날로 키워 명나라 정벌에 나서는데, 후금의 편에서 보면 친명(親明)의 조선이 등 뒤에서 칼을 들이대는 형세가 되었다. 명나라 만력제(萬曆帝)는 후금을 공격하기 위해 28년 전(1592) 조선을 도운 일이 있으니, 후금을 칠 때 지원병을 요청하니 거절할 수 없어, 문신이면서 중국어에 능통한 강홍립을 5도도원수(五道都元帥)로 임명하여 지원 하기로 하였다.

### 인경궁 공사지연

#### 부차전투(富車戰鬪)
광해 10년(1618) 10월 강홍립이 13,000 여명의 군사를 이끌고 출병하였고, 조선과 명나라 연합군이 만주 부차(富車)에서 후금군과 벌인 대규모 전투였다. 명나라 유정(劉綎)의 군과 관전(寬甸) 지역에 합류하여, 이듬해 2월 조·명 연합군이 후금을 공격하였다. 이 싸움에서 죽은 조선의 군인은 무려 8, 9천 명인데, 인경궁 공사에 투입된 승군(僧軍)이 대부분 차출되어 갔으며, 이 전투 때문에 궁궐 공사가 지연되게 되었다.
이때 광해군은 밀지를 보내어 ‘형세를 보아 향배를 정하라’ 하였고, 실제 후금의 주둔지역인 부차(富車)전투에서 대패했다. 강홍립은 예하 병사들을 거두어 후금에 투항하면서 ‘조선군의 출병은 부득이 이루어졌다’고 털어 놓으니, 후금(청)이 받아들여 이듬해 전원 석방되어 돌아왔다. 당시 국제 정세의 흐름은 명나라는 이미 쇠퇴하여 기댈 수 없는 대국이고, 아래로는 왜적을 방비해야 되며, 위로는 후금의 세력이 날로 커져 조선의 운명은 그야말로 벼랑 끝에서 독자적으로 살아 남아야 된다는 것을 광해군은 간파하고 중립적 외교정책을 펼쳤다.

#### 이충(李沖)이 죽어 공사가 지연되다
광해 11년(1619) 3월 경덕궁 공사는 끝난 상태이고, 인경궁은 착공한 지 9년째 이어지면서 전당(殿堂)은 조성을 하였으나, 궁녀들이 거처할 곳과 각 아문을 짓지 못하였는데, 미포(米布)를 담당하는 제조(提調)로서 가장 긴요한 일을 맡아 공사를 추진해 온 이충(李沖)이 죽었다.
경복궁 중건 때 쓸 대목을 함부로 베어 궁궐 공사를 키운 장본인이고, 사론(士論)에 버림받은 자인데 원망을 받아도 돌아보지 않고 나랏일에 마음을 다하였다. 두 대궐의 공사를 시작한 것도 이충이 사실 주장하였으며, 왕의 뜻에 아첨하는 모든 일에 있는 힘을 다하지 않은 것이 없었다. 당시의 정파 싸움에 학식이나 덕망이 미흡하고 오직 토목건축 분야에 재주가 있어 높은 품계로 뛰어올랐고, 공사를 일으킨 규모가 너무 크고 엄청나 온갖 비난을 받아, 거의 마무리되던 그 때에 이르러 죽자 마무리가 어렵게 되었다.
왕은 이틀 동안 조시(朝市)를 중지하고, 관곽(棺槨)을 지급하고 별도로 부의를 전하게 하였다. 그리고 특별히 우의정에게 제수하였는데 죽고 난 후에 추증하지 않고 곧장 재상직에 임명하는 것은 이충으로부터 시작된 일이다.
인왕산을 휘감은 전각(殿閣)이 즐비(櫛比)하여 들보와 기둥은 법궁보다 작았으나, 칸수는 10배는 되었고, 토목공사의 장대함과 장식의 사치스러움이 예전에 없던 바였다. (이 공사가 끝나면) 또 경복궁(景福宮)을 중건하고 경복궁으로부터 각도(閣道, 복도)를 만들어 인경궁(仁慶宮)에 연결하고자 하였는데, 미처 시작하기 전인 1623년(광해 15) 3월 12일 반정(反正)의 거사가 있었다.

### 궁궐의 재원
- 자금마련(資財差備)

쌀과 포목을 각도에 부과하여 거두게 하고, 우선 군자창(軍資倉)의 세미(稅米) 3천 섬을 가져다 썼다. 그리고 조도사(調度使)·조도장(調度將)등의 관원 1백여 명을 팔도에 보내어 자금을 마련하는데, 거두어 들여 사용한 면포(綿布)가 3,240여 동(同)이고 미곡이 34,400백여 섬이었다. 동원된 승군(僧軍, 승려로 조직된 군대)을 6백명에서 1천 5백 명으로 늘렸으나 부족하여, 승려들을 독려하고 직급을 주어(摠攝) 공사에 동원하였고, 군장(軍匠, 군에 입대한 장인)들을 추가로 배정하니 도합 5천 8백여 명으로 늘어나, 앞으로 동원 될 승군도 많아 양식(식량)이 한 없이 들어가게 되었고, 이 공사가 끝나면 장차 법궁(法宮, 경복궁)을 영건할 계획까지 세우는데, 이를 합산할 경우 앞으로 미곡 10만 섬과 면포 수천 동을 더 마련해야 공사 진행을 할 수 있게 되었다.
- 궁궐 터

궁궐 터는 첫 해에 황일호의 집터 400칸을 포함하여 27여명에게 3,028칸이 몰수 되었고, 궁궐 면적이 넓고 전당(殿堂)이 너무 많은 탓으로, 돌 공사는 더욱 많이 들게 되었는데, 이효달(李孝達)외 9명에게 주춧돌 1천여개를 포함하여, 2,269개를 도감에 납부하였고, 주춧돌과 첨폐(簷陛, 처마 아래 섬돌)로 쓰는 것 외에 중사(重戺, 돌쩌귀)와 층체(層砌, 돌층계)에 들어가는 돌도 한이 없었으며, "30리 바깥에서 돌을 뜰 경우 시급한 역사를 결단코 완료할 수 없을 것이다.(...)창의문 밖의 돌을 그대로 떠다가 실어와서 쓰라." 언덕이나 벼랑 같은 곳은 다듬은 돌을 입혀야 할 석재를 운반해 둔게 길거리와 골목에 가득한데, 공사 현장까지(各所) 배정하는 공력(工力) 또한 엄청나게 들었다.
- 청·황와(靑·黃瓦)

청기와 30눌(訥)을 구울 때 사용할 염초(焰硝) 200근은 내수사에서 내려주고, 부족한 염료는 회회청(回回靑, 아라비아 산)으로 수입하게 하는데, 이 재료를 다루어 청기와를 굽는 장인 22명에게는 서울 부근에 기루던 말(馬)을 특별히 하사하였고, 일반 기와장이들도 상품을 주어 독려하였다. 청기와 2백 눌(訥)을 만든다면 3만 근(斤)의 염초(焰硝)를 써야 되는데 다른 재료 즉 흙과 숯도 이에 비례하고, 청기와를 쓸 전각(殿閣)을 따로 정해 덥도록 하였다. 기와는 대아련(大牙鍊)이 거의 70여 눌이고 중아련(中牙鍊)도 그 정도이며 상와(常瓦)도 60여 눌이나 되었고 이를 합하니 2백여 눌이며, 각종 기와 및 잡상까지 포함하여 짐바리(馬駄)로 계산해 보면, 9천 5백여 바리가 되고, 수레로 계산해 보면 1천 9백여 부(部)가 되는데, 그 운송비를 쌀로 계산하면 4백여 석이고 목면으로 계산하면 25동(同, 1동은 쌀 16석)쯤 되었다. 쌀과 포목으로 운송비용을 지급하고 실어다 수성동(壽城洞) 빈집(空家)에 들여다가 지키게(守直) 하여 보관하면서 공사를 진행하였다. 장인(匠人)으로 하여금 많은 돈을 가지고 중국에 가서 황기와 굽는 방법까지 배워오게 하여, 석자황(石雌黃)을 약물(藥物)에 첨가해 넣었더니 그 색깔이 평시에 만들던 것과 대략 동일하게 되었다.
황기와는 천자가 정전(正殿)의 지붕을 덮을 때 쓰는 기와로, 왕(王)·후(侯) 이하는 참람스럽게 사용하지 못한다고 한다.

결국 청·황와(靑·黃瓦) 중 황기와를 포기하고 청기와(靑瓦)로 화려하게 짓기로 하였다.

- 기타자재(餘之資)

정경신은 정철(正鐵) 200근을 납부하고 김순(金純)은 수레를 끄는 소(車牛) 7마리, 소금 1백 섬, 신철(薪鐵) 47부리(夫里), 정철(正鐵) 3천 4백 근, 인가내(刃加乃) 1백 36개, 광과이(廣鍋伊) 1백 25개, 삽 1백 13개, 큰 솥 10좌(坐), 대가리(大加里) 26좌를 마련하여 그가 친히 가져와 바쳤다.
- 해상 운송(水運)

선착장에 배가 없어 쌓아 놓고 미쳐 실어오지 못한 물자는 숯 1천 5백 섬과 기와를 굽는 토목(吐木) 12만 근, 송판 1백 개, 소금 1백 섬이나 되고, 숯과 토목은 모두 공사장(本所)에서 급히 쓸 물건이니, 관할 관찰사에게 각 고을에 배(船)를 나누어 정해서, 3개월 안으로 배에 실어 올려 보내기로 하였다.
- 단청(丹靑彩色)

또 단확(丹艧, 고운 빨간 빛깔의 흙으로 된 물감)을 중국에서 수입 하려면 은냥(銀兩)이 모두 천(千) 이상이며, 이 단학의 농도를 조절하여 박채(薄彩)와 진채(眞彩)로 구분하여 칠하게 되는데, 완전히 진채로만 칠할 경우 엄청난 차이가 나게 되고, 창경궁(昌慶宮)의 채색이 창덕궁(昌德宮)보다 훨씬 낫다고 하는데 진채로 한 것이며, 새로 짓는 전당(殿堂)에 쓰는 채색은 또 창경궁보다 화려하게 칠해야 하므로, 전각이 즐비하여 거기에 드는 물감이 한이 없어, 그 값을 마련하기가 매우 어렵게 되었다.

##### 도감(都監) 이충(李沖)이 죽었다.
인경궁·창덕궁·경운궁 확장까지 합하여 1617년부터 시작하였는데, 공사 규모가 엄청나 마무리가 어렵게 되었다. 인왕산을 휘감은 전각(殿閣)이 즐비(櫛比)하여 들보와 기둥은 법궁보다 작았으나, 칸수는 10배는 되었고, 토목공사의 장대함과 장식의 사치스러움이 예전에 없던 바였다.
이 무렵 경덕궁 공사는 끝난 상태이며, 인경궁의 전당(殿堂)은 완공하였고 단지 궁녀들이 거처할 곳과 각 아문을 짓지 못하였는데, 앞으로 모든 공사까지 합하면 미곡 수만 섬과 면포 수천 동을 써야 끝낼 수 있게 되었다. 이충(李沖)·장만(張晩)·최관(崔瓘) 등은 모두 미포(米布)를 담당하는 제조(提調)로서 가장 긴요한 일을 맡아 거의 마무리할 즈음, 선공도감(繕工都監)으로서 최선을 다해 최고의 자리에 오른 이충(李沖)이 죽었다.
‘이충은 원망을 받아도 돌아보지 않고 나랏일에 마음을 다하였다’ 왕은 매우 슬퍼하고 애석해 하였다. 경복궁 중건때 쓸 대목을 함부로 베어 궁궐공사를 키운 장본인이다.
‘두 대궐의 공사를 시작한 것도 이충이 사실 주장하였으며, 왕의 뜻에 아첨하는 모든 일에 있는 힘을 다하지 않은 것이 없었다.’즉 장대한 궁궐공사를 맡아 끌어온 동럭을 잃은 셈이다. 당시의 정파 싸움에 학식이나 덕망이 미흡하고 사론(士論)에 영합하지 않으니, 따돌림을 당한 외톨이로 오직 토목건축 분야에 재주가 있어, 이이첨이 천거(通望)하여 높은 품계로 뛰어올랐고, 서로 결탁하여 너무 큰 공사를 일으켜 온갖 비난을 받아 거의 마무리되어가는 이 때에 이르러 죽자 왕은 이틀 동안 조시(朝市)를 중지하고, 관곽(棺槨)을 지급하고 별도로 부의를 전하게 하였다. 그리고 특별히 우의정에게 제수하였는데 죽고 난 후에 추증하지 않고 곧장 재상직에 임명하는 것은 이충으로부터 시작된 일이다.

## 인경궁 주요 전각

### 명화문(明化門)
인경궁의 정문으로 정면 5칸, 측면 2칸에 중층으로 되어 있었다. 창덕궁 돈화문과 비슷한 모습이었다.

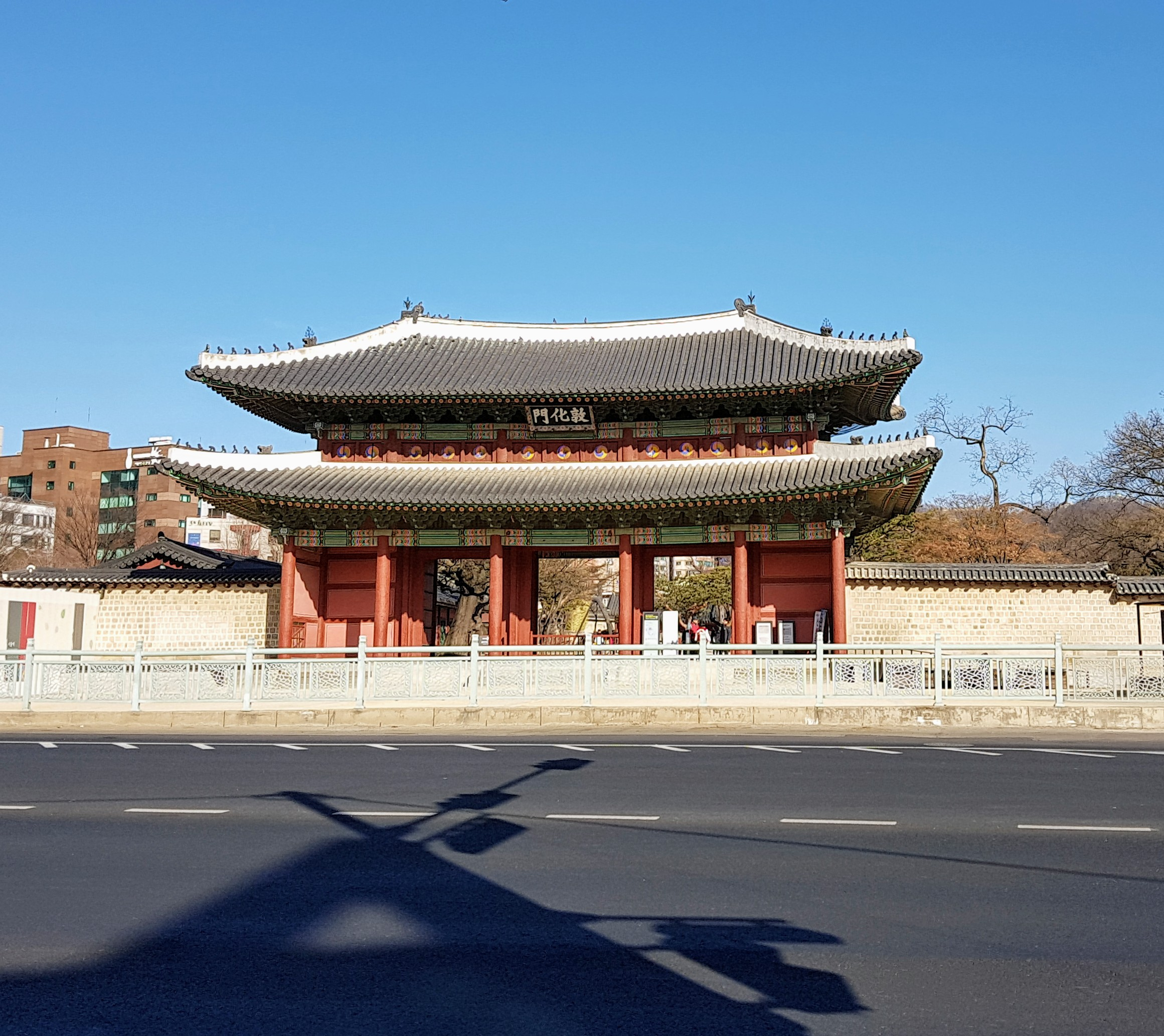
돈화문(敦化門): 인경궁의 정문은 명화문(明化門)이었고, 정면 5칸, 측면 2칸에 중층으로 되어 있었다. 창덕궁 돈화문과 비슷한 모습이었다.

"인경궁(仁慶宮)의 정문(正門)은 돈화문(敦化門)의 예에 따라 층문(層門)으로 조성하고, 경덕궁(慶德宮)은 그저 잠시 피해 거처하는 곳일 뿐이니 단층문(與化門)으로 알아서 조성하도록 하라."
명화문(明化門)은 이미 역사가 끝나 높게 우뚝 솟아 정문의 위용을 갖추었고, 다만 앞 뒤가 큰 길이어서 사람들이 문 옆으로 통행하게 되고 담과 문 사이에 월랑을 짓는 공사만 남아있었고, 이 때 경덕궁(慶德宮)공사가 끝나 내보낼 장인목수(匠人木手) 260여 명을 명화문 월랑(月廊)공사를 하게 하고, 사용할 목재는 강상(江上)에 1천여 개를 가져와 짓게 하여 완공한 후 출입을 엄하게 하였다. 1622년 7월 인경궁의 정문의 두 기둥과 작은 협문(挾門)이 벼락을 맞았고, 당시로서는 백성들의 원망으로 하늘이 노하여 벼락을 내린 재앙으로 알았기에, 개수공사를 미루다 다음 해 반정이 일어나 정문 공사는 결국 완성하지 못하였다.

### 정전(正殿)인 홍정전(弘政殿)은 창덕궁 경훈각이 되었다.
"서별궁의 이름을 ‘경덕궁(慶德宮)’으로 정하라고 도감에 말하라. 그리고 ‘홍정(弘政)’은 조하전(朝賀殿)에다 쓰고 ‘광정(光政)’은 시사전(視事殿)에 쓰는 일을 도감으로 하여금 살펴서 하게 하라."

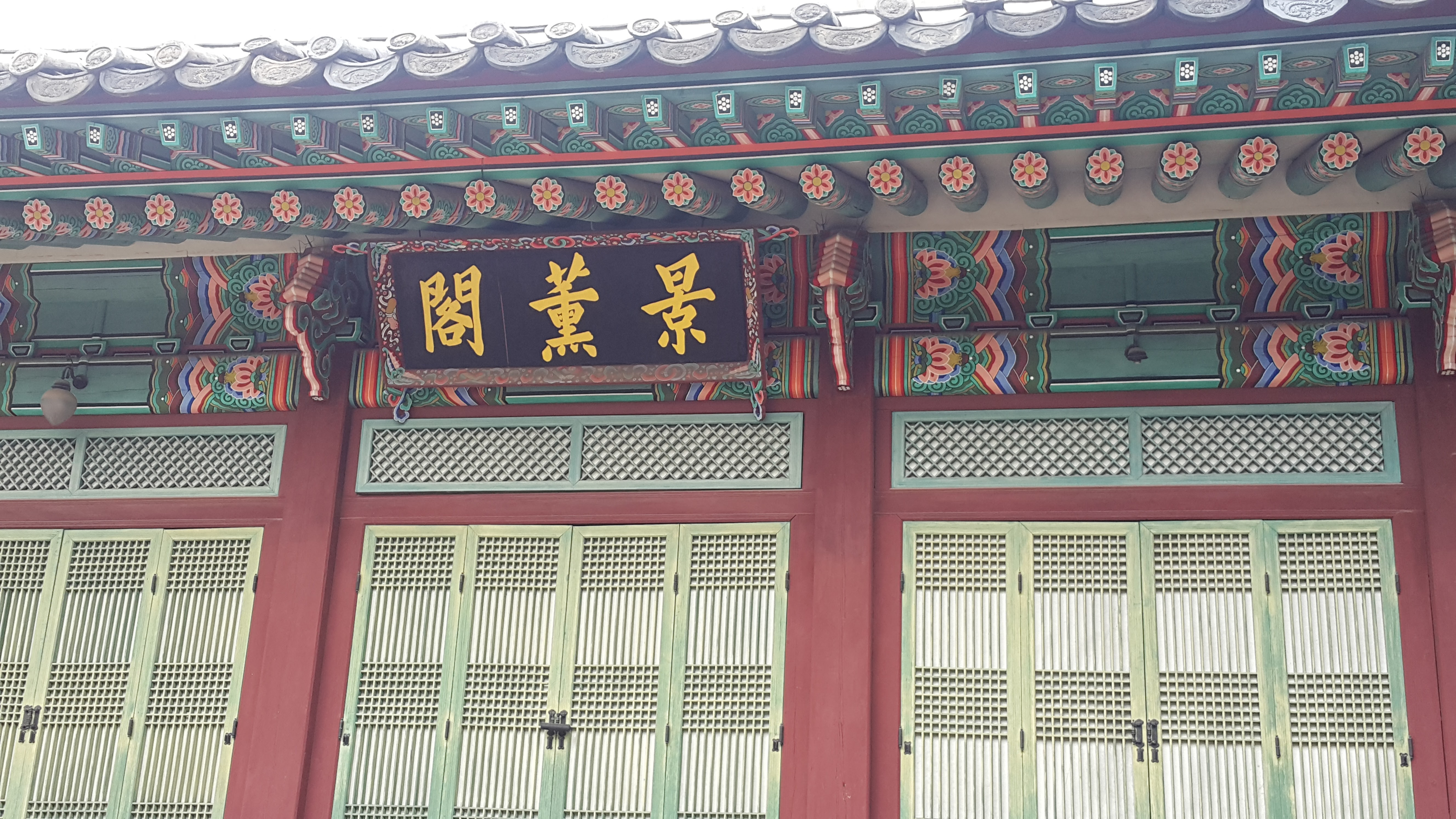
인조 22년(1644) 홍정전이 헐려 창덕궁 경훈각이 되었다.

1617년(광해 9) 7월 이 전각의 기둥을 세워 골격을 다 갖춘 후 서까래를 걸기 이전의 마지막 최상부인 종도리(宗道里)에 홍전(弘政)이란 묵서(墨書)를 써 걸었다. 광해 11년 2월 선수도감 이충(李沖)이 정전을 포함한 광정전. 경수전. 흠명전. 시사전. 함인당등 인경궁궐 내 대부분 전각을 마무리 하였다.
인조 5년(1627) 정묘호란이 끝난 4년 후, 1632년 6월 28일 인목왕후가 승하하니, 10월 10일 금나라 조문의 예로 사신(金差)이 와서 홍정전(弘政殿)의 전문(殿門) 및 정문(正門)에 발을 드리워 엄중히 보이고, 홍전문 밖 섬돌에서 그들의 예에 따라 지내게 하였다. 인조 22년(1644) 홍정전이 헐려 창덕궁 경훈각이 되었다.
순종 10년(1917) 대조전(大造殿)에서 오후 5시에 불이 났다. 불은 대조전 서온돌(西溫突)에 연접한 나인〔內人〕들의 갱의실(更衣實)에서 일어나 내전(內殿)의 전부를 태워버렸다. 1920년 경복궁내 만경전을 옮겨 세우면서 이전의 모습과 다르게 현재에 이르고 있다.
【대조전(大造殿), 흥복헌(興福軒), 통명문(通明門), 양심합(養心閤), 장순문(莊順門), 희정당(熙政堂), 찬시실(贊侍室), 내전(內殿), 창고(倉庫), 경훈각(景薰閣), 징광루(澄光樓), 옥화당(玉華堂), 정묵당(靜默堂), 요화당(曜華堂), 요휘문(曜暉門), 함광문(含光門)이다.】 불은 오후 8시에 비로소 진화(鎭火)되었다.

### 광정전(光政殿)은창덕궁 선정전이 되었다.
인경궁의 광정전이 창덕궁 선정전으로 이건되어, 옛 모습 그대로 청와(靑瓦)로 아름답다.
1617년(광해9) 5월 28일에 터를 닦아 6월 21일에 대조전과 같게 조성하되, 인경궁의 두 전(殿)은 크기와 너비(廣狹)를 똑같게 조성하게 하였다.
시사전(視事殿)이 광정전(光政殿)이며, 왕의 침전으로 지었고, 창덕궁 대조전과 동일한 규모로 1617년(광해 9) 8월 4일 기둥을 세웠고, 훗날 인경궁 경수전이 이건되어 대조전이 되며 소실과 중수를 거듭하다 이전의 모습은 없어지고, 순종110년(1919) 11월에 경복궁에 있던 교태전(交泰殿)을 이건(移建)하여 오늘에 이르고 있다.
임진왜란 때 소실되었다가 1609년(광해군 1) 창덕궁 재건 때 다시 지어진 것으로 보인다. 대조전 규모의 침전을 광해군이 3채를 짓게 된 셈이며, 창덕궁 대조전은 성종때 중수 기록으로 보아 태종 때 지어진 건물로 보인다.
새(新) 궁궐의 기와를 굽는 일은 이충(李沖)이 전담하였고, 특히 청기와 굽는 장인으로는 윤간과 한사성을 책임자로 하였다. 두 궁전(弘政, 光政)은 푸른 기와를 덮고 경복궁 근정전보다 단청(丹靑)과 조각을 극도로 교묘하고 화려하게 하고 진한 채색으로 칠하려고, 지방에서 올려보낸 돈(銀子)을 세 번째 가는 사신행차 때 통역관과 함께 가서 화원(畫員)들에게 채색(彩色)을 골라 무역해 오도록 하라고 도감에게 명령하였다.

### 침전(寢殿)인 경수전(慶壽殿)은 창덕궁 대조전이 되었다.
창덕궁 대조전은 성종 때 중수 기록으로 보아 태종 때 지어진 건물로 보인다. 임진왜란 때 소실되었다가, 1609년(광해군 1) 창덕궁 재건 때 다시 지었으며, 1617년(광해군 9) 5월 28일에 터를 닦아 6월 21일에 대조전과 같게 조성하되, 인왕산에 올라가서 지세를 살펴본 뒤에 위치와 방향을 잡아 기둥을 세우도록 했다.

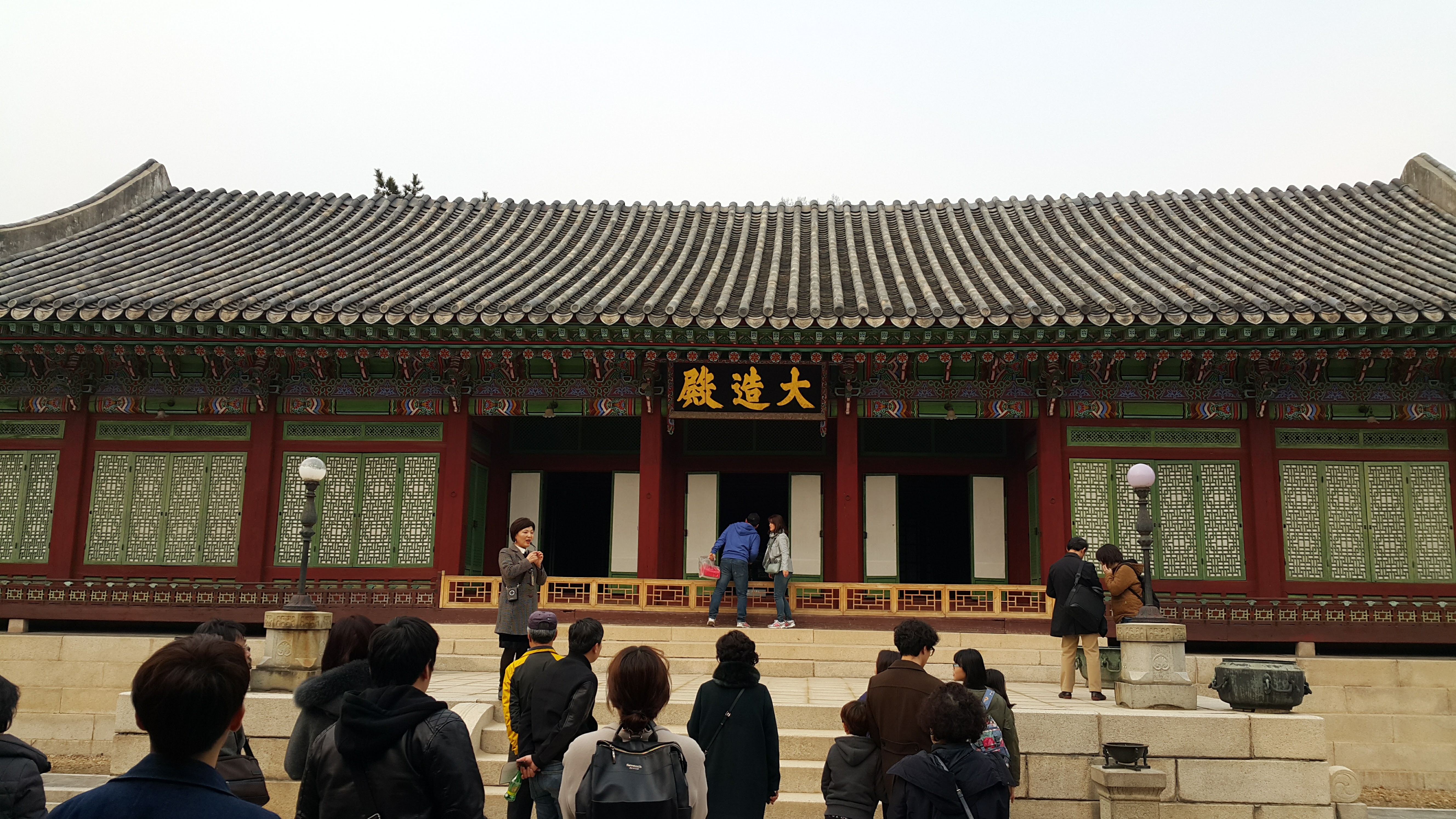
인경궁(仁慶宮)의 침전(寢殿)인 경수전(慶壽殿)의 재목과 기와, 섬돌까지 옮겨와 영건(營建)하여 창덕궁 대조전이 되었다. 1917년에도 불에 타자, 1919년에 경복궁에 있던 교태전(交泰殿)을 이건(移建)하여 오늘에 이르고 있다.

"양 침전(寢殿)은 대조전(大造殿)의 제도에 의거하여 조성하되, 두 전(殿)은 대소와 광협(廣狹)을 똑같게 조성하는 것이 마땅할 듯하다."
1623년 반정하던 날 창덕궁에 군사들이 앞을 다투어 침전으로 들어가 횃불을 들고 수색하다가 그 횃불이 발[簾]에 옮겨 붙어 여러 전각이 거의 다 불 타고 인정전(仁政殿)만 남았다. 그러던 것이 인조 25년(1647)에 다시 중건되었다. 인조는 창경궁 양화당에서 기거하다 ‘저주(詛呪)의 변'이 일어나자 창덕궁으로 이어(移御)하고자 하였기 때문에, 인경궁(仁慶宮)의 경수전(慶壽殿)의 재목과 기와, 섬돌까지 옮겨와 영건(營建)하였다.
1833년(순조 33)에 또다시 소실되었다가 이듬해 재건되었다. 1917년에도 불에 타자, 1919년에 경복궁에 있던 교태전(交泰殿)을 이건(移建)하여 오늘에 이르고 있다.
- 인경궁 경수전의 목재의 크기이다.

【인경궁(仁慶宮)의 두 침실을 예로 든다면, 그 길이가 고주(高柱) 19척, 중고주(中高柱)가 16척, 평주(平柱)가 10척, 상복(上栿)이 21척, 중복(中栿)이 15척, 도리창방(道里昌防)이 정간(正間)이 12척, 변간(邊間)이 11척, 별당(別堂)은 고주 13척, 평주 10척, 도리창방이 11척입니다. 경덕궁(慶德宮) 당실(堂室)의 재목도 대개 이와 비슷한데, 경덕궁의 후궁(後宮)이 기거할 별당과 같은 것은 주(柱)와 도리의 길이가 모두 9척입니다.】
인경궁 경수전 목재이고 창덕궁 대조전 건물이 됐으나 이괄의 난 때 불탔다.

### 흠명전(欽明殿)은 인목대비가 거처로 삼았다.
인조반정을 일으켜 광해군을 폐위하고 대북파를 몰아내자, 인목왕후는 복호(復號)되어 대왕대비(大王大妃)로서 인경궁 흠명전을 거처로 삼았다. 1632년  여름에 왕후가 병으로 누운 지 한 달이 지나 더욱 위독하여, 6월 28일 인경궁(仁慶宮)의 흠명전(欽明殿)에서 승하하니, 춘추(春秋)가 49세였다.
인목왕후가 인경궁 흠명전(欽明殿)에서 승하한 후 유품을 정리하던 중, 백서삼폭(帛書三幅)이 발견되었다. 비단에는 “왕을 폐위하고 세우는 일과 같았다”라는 문구가 있었다. 이 문구가 발견될 때 마침 인조는 병이 들어 고생하면서, 자기 대신 누구를 왕으로 세우려는 글귀로 의심하여 그 배후로 정명공주를 지목했고, 그동안 반정의 명분으로 삼아 받들던 관계에서 핍박의 대상으로 삼았다.

### 함인당(涵仁堂)
《창경궁 수리소 의궤》에 의하면 함인정의 9칸 중 5칸은 인경궁 경수전(慶壽殿)의 후행각을 옮겨 지은 것이고 나머지 4칸은 새로 지은 것이라고 하였으니 침전의 부속건물이다. 인조 11년(1633) 창경궁 명전전 서쪽 집서(集瑞)의 동쪽에 인양전(仁陽殿)의 옛터에 인경궁 함인당을 이건하여 당(堂)을 정(亭)이라 바꾸었다. 창경궁 함인정은 마당이 넓어 임금이 신하들을 맞이해 연회를 하거나 국사를 논하는 장소로 쓰였다.

### 중휘당(重暉堂)
소현세자는 본국에 돌아온 지 얼마 안 되어 병을 얻었고, 병이 난 지 수일이 지난 1645년 4월 25일 세자는 다시 침을 맞았으나, 병세가 급격히 나빠지면서 그 다음날 26일 오시(午時)에 창경궁 환경당(歡慶堂)에서 사망했다. 인조는 경덕궁(경희궁)의 경현당(景賢堂)이 비좁으니 혼궁(魂宮)을 인경궁(仁慶宮)의 중휘당(重暉堂)에 설치하는 것이 옳다고 하였다. 소현 세자를 고양(高陽)에 장사지내고, 인경궁의 중휘당을 혼궁(魂宮)으로 정하여 신주를 받들었다.
인경궁의 동궁을 헐어 둘로 나누어 동궁(東宮, 창경궁)의 저승전(儲承殿)과 평선당(平善堂)을 새로 지었다. 예전부터 창경궁을 동궁(東宮)이라 하였으며 소현세자의 빈 강씨가 머문곳은 저승전(儲承殿)이고, 저주의 변이 있은 후, 건설 과정에 행랑의 섬돌 안쪽과 담장 위, 기와 사이, 시민당 처마 아래의 섬돌 등에서 썩은 뼈, 죽은 까치, 옷을 태운 재 등의 물건이 많이 묻혀 있어 철거하고 봉림대군을 위해 중건하게 되는데, 인경궁의 동궁은 중휘당(重暉堂)이며, 이 전각을 헐어 전(儲承殿) 한 채와 당(平善堂) 한 채를 나누어 지었다. 창경궁(昌慶宮)의 저승전(儲承殿)은 성종 18년에 완공한 세자의 생활공간이다.
창덕궁 중희당(重熙堂)은 1849년 헌종(憲宗)이 23세로 후사 없이 죽은 곳이며 중휘당(重暉堂)과 다르다.

### 금천교(禁川橋)
금천교를 궐내에 들일 경우 담을 물려 쌓아야 되는데, 철거해야 할 인가는 76호(戶)이고, 담 밖에 금천교를 그대로 둘 경우 어로(御路)만 통로와 비슷하게 새로 만들면 되기 때문에, 철거해야 할 민가는 35호이라는 서계(書啓)를 그림으로 작성해서 올렸다는 내용으로 보아 이 때 궐내공사가 진행 중이고 철거에 따른 민원 등의 문제로 논의가 있었던 것으로 보이나, 여러 궁궐의 금천교는 궐내에 있었기에 아마도 궐내에 들인 것으로 보인다.

### 인경궁 누정(樓亭)
인경궁에 못을 판 곳에는 경회루(慶會樓)의 건물구조로 조성하되 높이와 크기는 경회루와는 달리 강선루(降仙樓)와 동일하게 조성하라 하였고, 광해군이 세자시절 왜적을 피해 그곳에 관사를 정하여 지낸 적이 있는데, 그 누대를 모방하여 지으려고 하였다. 주변에 별당과 정자를 세우고 배를 띄우며 연회나 조정 신하들을 접견하고, 무술시험을 시범 보이는 장소로 경관을 조성하게 할 재목을 모두 준비하였으나, 공사가 지연되어 미처 이루지 못했다.

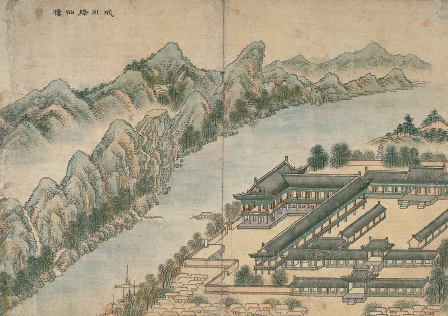
인경궁 누정(樓亭): 강선루(降仙樓)와 동일하게 조성하라 하였고, 광해군이 세자시절 왜적을 피해 그곳에 관사를 정하여 지낸 적이 있는데, 그 누대를 모방하여 지으려고 재목을 모두 준비하였으나, 공사가 지연되어 미처 이루지 못했다.

## 인경궁(仁慶宮) 훼철(毁撤)

### 궁궐 공사 마무리에 반정이 일어났다.
광해군은 임진왜란 이후 악화된 사회 기강과 경제를 수습하였고, 명나라와 금(靑)과와도 동시에 맺은 중립정책으로 외교관계도 안정되어 있을 무렵, 이귀(李貴) 등 서인들이 광해군과 대북파를 몰아내고, 이종(16대 인조)을 왕으로 옹립한 정변이 인조반정이다.
이귀·최명길·김자점 등이 세검정에서 광해군의 폐위를 다진 후 홍제원에 집결하여 도성으로 진입할 때 김유(金瑬)가 앞장서기로 했지만, 계획이 누설되었다는 이유 등 핑계를 대고 늦게 나타나자, 이괄(李适)이 대장으로 선출되어 자하문(彰義門, 이귀·김자점·최명길 등의 정사공신 이름이 새겨진 현판이 걸려 있다)을 통하여 무혈 입성하게 된 것은 창덕궁의 경호대장(훈련대장) 이홍립(李興立)의 도움이 있었다.
1623년(광해 15) 3월 12일 광해군은 창덕궁 후원 어수당(魚水堂, 석거문에서 연경당 중간)에서 여러 여인들과 연회를 하며 술에 취하여 오랜 뒤에야 이종(李倧)이 반정을 일으켜 궁 안으로 진입함을 알았다.
이 때 광해군은 후원 담을 넘어
【평상시에 궁인들이 후원에 긴 사다리를 설치하여, 밤에 출입하기에 편리하도록 하였는데 왕이 이 사다리를 사용하여 궁성을 넘어갔다.】
젊은 내시가 업고 가고 궁인 한 사람이 앞에서 인도하여 사복시(司僕寺) 개천가에 있는 의관 안국신(安國信)의 집에 숨었고, 이때부터 15대 조선의 임금이 아니었다.
중종은 연산군의 악정에 대신들이 일으켜 옹립(擁立)된 왕이었지만, 인조는 스스로 왕이 되려고 정변을 철저히 준비하여 반정을 일으킨 장본인이다.
반정의 명분을 「친명배금의 외교정책과 패륜적 행위인 폐모살제」로 삼아 광해를 축출(逐出)하였다.
즉 명나라의 은혜를 저버리고 오랑케를 가까이 하며, 영창대군의 외할아버지인 김제남(金悌男)을 죽이고 대군을 강화에 유폐하여 죽게 이르렀고, 대비 김씨의 존호(尊號)를 폐하여 서궁(西宮)이라 칭하게 했으니, 연산군의 폭정과 비유하여 추락 시키고, 반정을 정당화하기 위해 왕권을 위협하는 광해년간의 신료들을 무자비하게 숙청하면서 철저히 패륜과 혼군으로 몰아가야 했다.
이 명분에 부합하려면 폐조(廢朝)의 실정(失政)을 찾아내어 부각시켜야 했기에, 인경궁을 헐어 없애면서 정치적으로 이용하였다. 다음으로 복위된 인목대비의 원한을 풀어주기 위해 김제남의 관작을 복구하였고, 그녀의 소생 정명공주를 깍듯이 대우했다.

### 인조반정과 혼군이 된 광해
【인조가 의병을 일으켜 왕대비(王大妃)를 받들어 복위시킨 다음 대비의 명으로 경운궁(慶運宮)에서 즉위하였다. 광해군(光海君)을 폐위시켜 강화(江華)로 내쫓고 이이첨(李爾瞻) 등을 처형한 다음 전국에 대사령을 내렸다.】

중종은 연산군의 악정에 대신들이 일으켜 옹립(擁立)된 왕이었지만, 인조는 스스로 왕이 되려고 정변을 철저히 준비하여 반정을 일으킨 장본인이다. 반정의 명분을 「친명배금의 외교정책과 패륜적 행위인 폐모살제」로 삼아 광해를 축출(逐出)하였다. 즉 명나라의 은혜를 저버리고 오랑케를 가까이 하며, 영창대군의 외할아버지인 김제남(金悌男)을 죽이고 대군을 강화에 유폐하여 죽게 이르렀고, 대비 김씨의 존호(尊號)를 폐하여 서궁(西宮)이라 칭하게 했으니, 연산군의 폭정과 비유하여 추락시키고, 반정을 정당화하기 위해 왕권을 위협하는 광해년간의 신료들을 무자비하게 숙청하면서 철저히 패륜과 혼군으로 몰아가야 했다. 이 명분에 부합하려면 폐조(廢朝)의 실정(失政)을 찾아내어 부각시켜야 했기에, 인경궁을 헐어 없애면서 정치적으로 이용하였다. 다음으로 복위된 인목대비의 원한을 풀어주기 위해 김제남의 관작을 복구하였고, 그녀의 소생 정명공주를 깍듯이 대우했다.

### 이괄의 난과 궁궐
이괄의 난은 논공행상(論功行賞) 과정에서 김유. 이귀(李貴) 등 서인(西人) 공신들이 이괄을 배척하여, 정사공신(靖社功臣) 2등에 봉해지니 불만이 싾였고, 변방인 관서(關西)에 파견된 곳으로 아들 이전(李旃)을 압송하러 온 금부도사 고덕률 등을 죽이고 난을 일으켰다.
이괄은 평안도 영변(寧邊)의 파견지에서 아들인 이전(李旃)을 한양으로 압송하러 온 금부도사를 죽이고 반란을 일으켜, 수안ㆍ개성을 거쳐 1624년 2월 8일 예성강을 건너는 이날 밤에 인조 일행은 숭례문(崇禮門)에 이르러, 승지 홍서봉(洪瑞鳳)이 하인에게 돌로 자물쇠를 부수게 하여 한강에 도착하였다.인목대비는 길이 엇갈려 양화도(楊花渡)에서 강화(江華)로 향하고, 인조를 태운 배는 강물 한가운데에 떠서 도성을 돌아보니, 궁궐(창덕궁. 창경궁)이 난민(亂民)에게 불태워져 불꽃이 이미 하늘에 치솟았다.
조선 역대 왕으로는 최초로 내란 때문에 궁을 떠나 공주(公州)로 피신하였고, 이괄은 옛 경복궁 터에 주둔하여, 선조의 아들 흥안군 제(興安君瑅)를 왕으로 추대하고, 새로운 행정체를 갖추었으나 장만의 연합군에 패하여, 이천 묵방리(墨坊里)에서 부하 장수들의 배반으로 죽게 되고, 인조는 이괄의 수급(首級)을 보고 2월 22일 도성에 들어와 경덕궁(慶德宮)에서 머무르게 된다.
이 때 반란에 가담했던 한명련의 아들 윤(潤)은 후금으로 도망해 조선의 불안한 정세와 반정의 명분이 친명배금정책(親明排金政策)이라고 알렸고, 청 태종이 침략의 뜻을 굳혀 1627년 1월(정묘호란) 후금(靑)이 광해군 폐위를 구실로 삼아, 군사 3만여 명으로 침략하여 의주를 함락시키고, 파죽지세로 평산(平山)까지 쳐들어오자 조정은 강화도로 천도했다.
최명길(崔鳴吉)이 조정이 홀로, 강도(江都)와 정방산성(正方山城)을 지키는 것으로는 도저히 지탱할 수 없다는 강화론을 펴 극렬한 비난을 받았으나, 화의를 받아들여 양국의 대표가 만나 형제의 의를 약속하는 정묘화약을 맺었다. 정리하면 이종(李倧, 인조)이 반정을 일으켜 반금친명(反金親明)으로 외교정책을 바꾸니, 청은 정묘년(1627)에 조선을 동생의 나라로 만들었고, 병자년(1636)에 군신의 나라로 삼았다.
1636년, 병자호란으로 남한산성에 피신하고, 삼전도의 굴욕으로 온 백성을 도탄(塗炭)에 빠지게 했다. 서인세력은 국제 정세의 흐름을 제대로 간파하지 못하여, 몰락하는 명나라와 여전히 친명적 태도였고, 심지어 홍타이지(청 태종)가 조선에 사신을 보냈으나 접견조차 거부하고, 태종의 즉위식에 초청되어 참석한 각국의 대표들은 경하의 예를 올리는데, 조선의 사신만은 뻣뻣하게 서서 배례하지 않는 등, 배신적 행위를 확인한 청 태종은 조선을 확실히 굴복시킬 결심을 하여 용골대에 명령하여, 조선을 쑥대밭을 만들게 하니 이 전쟁이 병자호란이다.

#### 세종이 승하한 동별궁 터

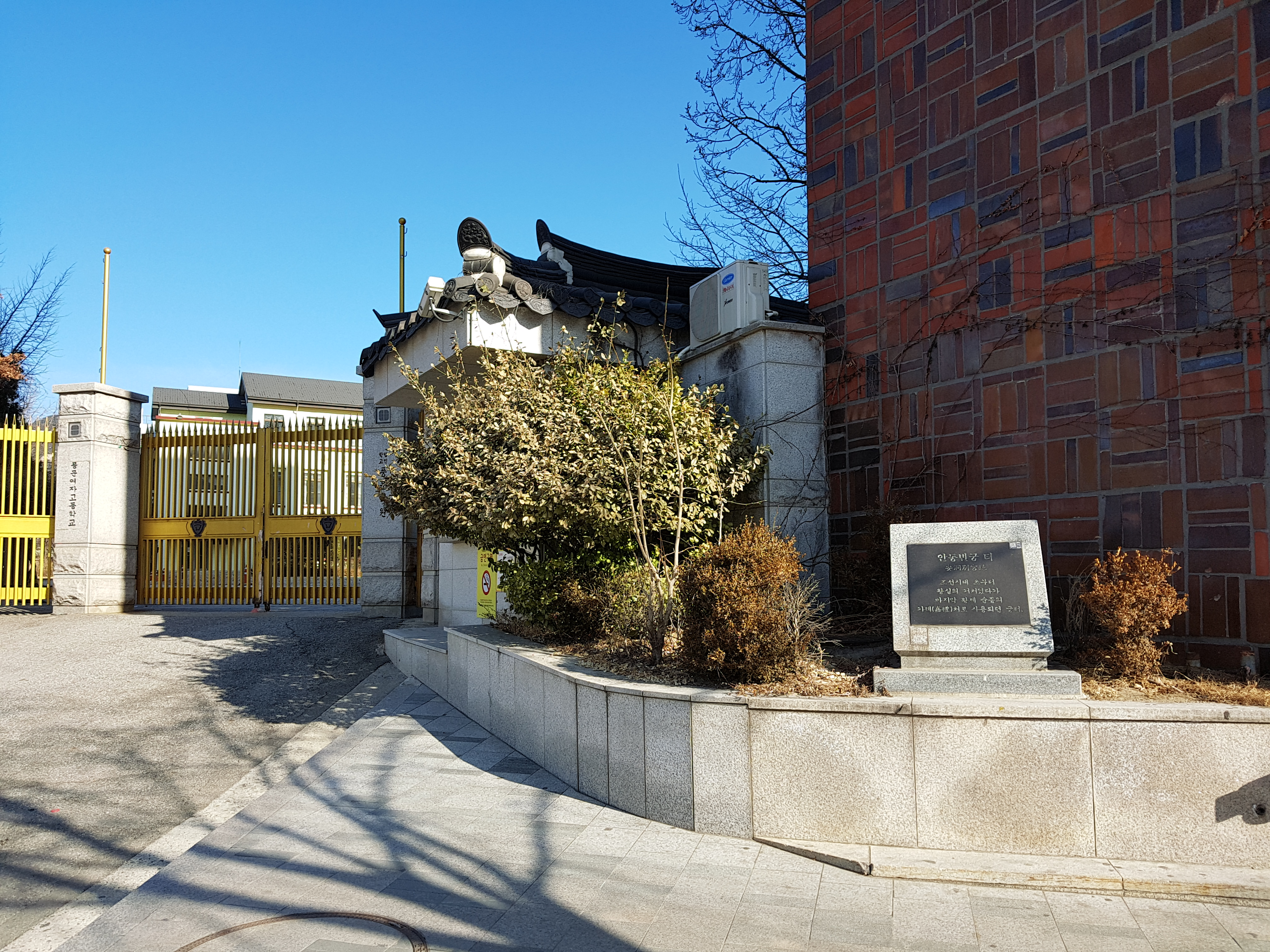
세종이 승하한 동별궁 터. 안국역 바로 옆 풍문여고 자리가 ‘동별궁 터’이고 세종이 승하한 곳이다. 인조가 정명공주에게 인경궁의 200칸을 하사하여 큰 저택을 지어 살았으며, 지금은 ‘안동별궁’이란 표지석이 있다.

안국역 바로 옆, 종로구 윤보선길 10(안국동) 옛 풍문여고 자리가 ‘동별궁’ 자리이고 세종이 승하한 곳이다. 인조가 정명공주에게 인경궁의 200칸을 하사하여 큰 저택을 지어 살았으며, 지금은 ‘안동별궁’이란 표지석이 있다. 왕은 육식을 즐겨먹는 식습관 때문에 종기(背浮腫)·소갈증(消渴症)·풍질(風疾)과 한쪽눈은 거의 실명이고 비만통증에 다리가 늘 아픈 상태에서 정사를 보기 어려울 만큼 병이 깊어지니, 피우처(避寓處)를 지어 이어한 후 문종에게 양위하기 위함이었다. 세종의 아들인 대군들은 모두 집이 있는데 막내 영응대군만이 없어, 이현로(李賢老)가 지리(地理)로 북부의 안국방동이 좋다고 아뢰어, 드디어 집터를 정하여 인가(人家) 60여 구(區)를 헐고, 이 곳에다 세종은 동별궁을 짓게 하였다.
- 처음에 영응대군 집을 지을 때, 명하여 한 궁을 따로 집 동편에 세워서 옮겨 거처할 곳을 준비하였다.[36]

선공 제조(繕工提調)로 의정부(議政府)의 관료인 정분(鄭苯)에게 맡기는데, 정분은 속이 트이고 사리에 밝아 재상(宰相)의 기국(器局)이 있고, 큰 일을 결단(決斷)하여 임금의 위임(委任)하는 바가 있어, 세종 29년(1447) 8월 30일 숭례문(崇禮門)을 새로 짓는데 그 역사를 감독하였다. 이듬해 세종은 병이 중하여 궁궐 밖으로 이어하여 조참(朝參)할 장소인 ‘동별궁’과 또 내불당(內佛堂) 을 영조하는 일까지 맡겼다. 분(苯)은 영흥대군 집과 같이한 동별궁 역사까지 한꺼번에 하게 되어, 숭례문(崇禮門) 공사가 잠시 중단되기도 하였고, 드디어 동별궁이 완성되니, 고대(高大)하고 장려(壯麗)함이 참람되게도 궁금(宮禁)에 비길 만하였다.
- 세종은 “늦으막에 비록 불사(佛事)로써 혹 말하는 사람이 있으나, 한번도 향을 올리거나 부처에게 절한 적은 없고, 처음부터 끝까지 올바르게만 하였다.”

세종이 1450년 2월 4일 병이깊어(避寓) 동별궁(東別宮)으로 이어하여 2월 17일 훙(薨)하였다. 대신들은 동별궁이 좁으니 수강궁(壽康宮)으로 빈전을 옮기자 하였으나 문종이, "장소가 좁은 폐단은 작은 일이고 빈전(殯殿)을 옮기는 일은 큰 일이니, 이 곳에 빈전을 설치하는 것이 편리하겠다." 하였다. 세종이 승하하고 문종이 즉위한 곳이 ‘동별궁’이며, 이 후 혼궁이 되었다.
세조가 큰아들 의경세자가 죽으니 차남 예종이 왕위를 계승하였고, 세자빈 한씨(인수대비) 가족은 궁을 떠나야 하니 아들 월산대군과 자을산군(성종)과 동별궁에 임시로 거처를 옮기게 되었고, 세조는 다시 며느리 한씨를 위해 지금의 덕수궁 석어당을 지어주어 옮겨 살다가, 예종이 급서하여 한명회의 차자(箚子)로 자신의 사위이면서 그녀의 아들인 성종이 왕이 되니 소혜왕후로 존호를 올려 왕대비가 되어 입궁하게 되었고, 그녀의 큰아들 월산대군이 이 저택을 물려받아, 그 후손이 대를이어 살던집을 선조가 몽진에서 돌아오니 거처할 궁이 없어 시어소(별궁)로 삼아 지내다 죽으니 광해군이 즉위한 집이 지금의 덕수궁 석어당이다. 선조의 후비 인목대비의 소생인 정명공주가 인조로부터 인경궁의 전각 200 간(間)을 하사받아, 살림집을 이곳에다 대대적으로 다시 지었다.
“지금은 국가에서 공주의 집을 지어 주고 이미 길례(吉禮)를 치렀습니다. 2백 칸의 집을 지어 어디에 쓸 것이기에 이 재목과 기와를 마치 대수롭지 않은 물건처럼 내리십니까."
조종조(祖宗朝) 이래로 사대부 및 궁가(宮家)의 저택은 품계에 따라 제도를 정하여, 대군(大君)은 60간(間), 제군(諸君) 및 공주(公主)는 50간, 2품 이상은 40간, 3품 이하는 30 간이다. 이 후 동별궁은 왕실소유가 되었으며, 종종의 서장녀 혜순옹주가 살았고, 1592년 임진년 때 약탈과 방화로 불타서 폐허가 되었던 것으로 추정된다. 그 후 숙종이 사서 일곱 번째 아들 연령군 훤(延龄君 昍)에게 주었고, 철종때에 와서 아버지 전계대원군 사당이 세워졌으며, 고종 때 왕세자(순종)의 혼례를 위해 별궁을 새로 짓고 「안동별궁」이라 하였다. 그때 인경궁 전각의 석재 일부가 남아 현광루 등에 사용했는지 확인되지는 않았다.

### 홍제원(弘濟院)
인조 26년(1648) 3월 인경궁(仁慶宮)의 재목과 기와를 철거해다가 홍제원(弘濟院)을 짓게 하였다.
공무여행자에게 편의를 제공하기 위한 목적으로 설치된 것으로 중국으로 향하는 의주로에 위치하여 중요한 기능을 수행하던 원이었다. 공관이 별도로 마련되었고, 누각도 있었다. 돈의문 밖에서 무악재를 넘으면 동편에 위치하였고, 도성과는 가장 가까운 의주로상의 첫 번째 원이었던 이유로 중국에서 오는 사신들이 많이 이용하였다. 따라서 중국 사신들을 위한 공관을 따로 지어 유숙하게도 하였으며, 사신들이 마지막으로 휴식을 취하고 예복을 갈아입는 등 성 안으로 들어오기 위한 준비를 갖추던 곳이었다.
1895년(고종 32)까지 건물이 남아 있었으나 현재는 그 터만 남아 있으며 언제 건물이 없어졌는지에 대한 정확한 기록은 없다.

### 흔적없는 인경궁 옛 터

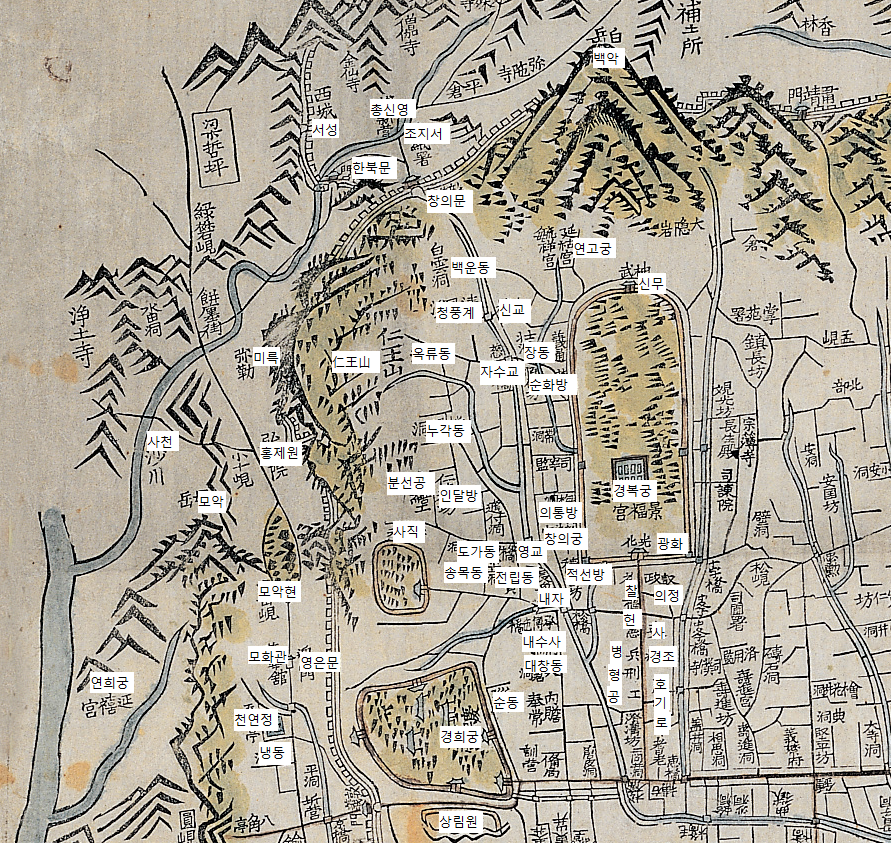
인경궁은 두 개의 대궐이었는데, 새(新) 대궐의 남쪽 담장이 사직(社稷)의 담장과 붙게 되었고, 또 하나의 대궐은 인왕동(仁王洞)에 있었는데, 바로 소세양(蘇世讓)의 청심당 터였다.

초정(椒井)은 옛 인경궁(仁慶宮) 안에 있었고, 자연의 경관이 수려했으며, 효종의 딸들의 저택이 그 속에 줄지어 서 있었는데, 이를 데 없이 사치스러웠다.
2녀, 숙안공주, 익평군(益平君) 홍득기(洪得箕)가 살았고,
3녀, 숙명공주, 청평위(靑平尉) 심익현(沈益顯)이 사는 저택에, 1656년 7월 21일 인조의 비 인렬왕후와 며느리 인선왕후 손자 명종의 비(이 때는 세자빈) 명성왕후가 욕초(浴椒, 초정)하였고, 인렬왕후는 이 집에서 며칠 머물기도 하였다.
4녀, 숙휘공주; 인평위 정제현(鄭齊賢)의 옛집을 숙종이 사서 네번째 아들인 연잉군(영조)에게 주었고, 영조 30년(1754)에 창의궁(彰義宮)을 지어, 이 궁 안에 효장묘(사도세자)와, 정조의 형인 의소세손(3세에 요절)을 추모하기 위한 사당을 세웠는데, 북부 순화방(順化坊)이고, 서울 종로구 통의동 35-5 통의동백송(通義洞白松) 주변이고 인경궁 터는 여기가 아니다.
5녀, 숙정공주, 동평위(東平尉) 정재륜(鄭載崙)이 인경궁 터에 살았다.
6녀, 숙경공주, 흥평위 원몽린(元夢鱗)은 인경궁 터에다 집까지 지었으나, 송시열 때문에 감히 그 집에 들어가지 못하고 장의동 살던 집(避寓)에서 죽었다.
송시열이 옛 터에다 공주의 집을 만들어서는 안 된다고 아뢰기를
“경복궁(景福宮)의 옛터에다가도 모두 여러 궁가의 집을 짓게 하시겠습니까."
효종은 인경궁 터에다 딸들에게 집을 지어 주면서, 그나마 정침(正寢)의 터만은 비워두게 한 것이다. 효종이 승하한 후 아들 현종은 1661년 윤 7월에 눈꺼풀(眼胞)에 다래끼(偸鍼瘡)가 생겨 치료를 핑계 대고 초정에 목욕하였는데, 5일 동안에 네 차례나 거둥하였다.
영조가, 왕실 족보인 《선원보략(璿源譜略)》에 인목왕후(仁穆王后)가 인경궁에서 승하(昇遐)하였다는 글을 보고 옛터를 찾아보도록 명을 하니, 승지가 찾아보고 돌아와, "신이 노인에게 물어 보았더니, 인왕산(仁王山) 아래 사직단(社稷壇)의 왼쪽에 있었던 듯한데, 상세히 알 수 없다고 합니다." 
라고 아뢰니 "1백 38년 전에 인경궁 흠명전(欽明殿)에서 승하한 날을 기려, ‘[追憶壬申六月二十八日 立石于門內]’ 15자를 쓰고, 그 터를 찾지 못해 도승지 채제공(蔡濟恭)에게 명하여, 경희궁 무덕문 안에다 비석을 세우도록 하였다.]
지금은 인경궁이 있었던 자리에 어떤 흔적도 남지 않고 사라졌다.